# ラストアイドル (番組)
『ラストアイドル』は、 テレビ朝日で放送されていたアイドルグループ・ラストアイドルの冠番組。2017年8月、ラストアイドルのメンバーを選出するオーディション番組として放送開始され、2018年10月からは番組サブタイトルに「〜ラスアイ、よろしく！〜」を加え、シングル作品に連動した高難度企画への挑戦、コスプレ、グルメなどのバラエティ企画を放送していた。2022年5月のラストアイドル活動終了に伴い、2022年3月26日をもって放送終了。

## 概要

### オーディション番組としてのスタート
2017年7月、秋元康が総合プロデュースするアイドルグループのオーディション募集が開始された。そのオーディションは、それまでのアイドルオーディションとは大きく異なる特徴を持っていた。
- 芸歴を持ち、他グループ所属でも応募、兼任が可能である。
- 当初のオーディションで7名の暫定メンバーを選出する。
- デビュー曲、衣装、振り付けなどはあらかじめ準備されている。
- デビュー曲発売直前まで、番組中のパフォーマンスバトルによりメンバーの入れ替えを行う。

番組「ラストアイドル」はそのオーディションを行う番組で、2017年8月12日に放送が開始、7人の暫定メンバーが紹介された。以降、12月16日放映分までパフォーマンスバトルを繰り返して、最終デビューメンバー7人が決定、グループ名「ラストアイドル」としてデビューした。
番組では、パフォーマンスバトルにおける審査員の独断による決着方法や、勝利者・敗退者の悲喜こもごもの様子が話題となった。また、敗退者もセカンドユニットとしてカップリング収録され、ラストアイドルを含めたラストアイドルファミリーとして27名がCDデビュー、デビューイベントの様子まで放送された。
2018年1月からは2ndシーズンとして、バトルに勝ち残ったユニットがラストアイドルとしての2ndシングルを担うプロデューサバトルが放送された。ここで、1stシーズンの勝者であるラストアイドルが敗退し、グループ名の改名を余儀なくされるといった波乱も生じた。
2018年春には、2期生を選出する3rdシーズンが放送開始、並行して1期生25名（2名卒業）5ユニットによるプロデューサバトルがネット番組として配信された。

### バラエティ路線とシングル連動企画
3rdシーズンを終え、2期生12名、2期生アンダー18名を加え、ラストアイドルファミリーは52名を数えることとなり、2018年10月からの番組は「ラスアイ、よろしく!」と改名され、一旦オーディションからは離れたバラエティ番組として再スタートを切った。
2019年1月からは、52名による「歩く芸術」への挑戦が放送された。これは6thシングルとも連動し、以降、ラストアイドルが高難度企画に挑戦する姿が番組の中心となっていった。6月からは、高難度ダンス企画として、振付師であるakaneによる7thシングル振り付けへの挑戦が放送された。
10月からは、土曜日深夜の全国ネット放送から水曜日深夜の東京ローカル枠に移動になり、霜降り明星をMCに迎え、コスプレバトル企画が番組の中心となった。
2019年末のコンサートで8thシングル選抜オーディションを開催する発表があり、2020年2月から番組でオーディションの様子が放送され、以降、8thシングル選抜に関する内容が続いた。その後は、コロナ禍の影響もあって、スタジオに霜降り明星を配し、8th選抜メンバー自宅をリモートでつないだ構成が続いた。7月には新企画「殺陣」への挑戦が放送開始され、9thシングル選抜メンバーを決める下剋上バトルが放送された。
2021年は、10thシングルに連動した「ボリウッドダンス」やクイズ「二択の食卓」、11thシングル連動企画が放送された。
2022年3月9日、2022年5月31日にラストアイドルが活動終了することが発表され、それに先立ち、2022年3月26日放送回をもって番組終了となった。

## ファーストシーズン (2017年8月 - 12月)
秋元康がプロデュースする「究極のアイドルグループ（仮称）」のメンバーの座を賭けたオーディション番組である。2017年9月24日の放送でグループ名が番組名と同じ「ラストアイドル」であることが発表された。
このグループは第1回目のオーディションで7名の「暫定メンバー」が選出されており、デビュー曲「バンドワゴン」（作詞・秋元康、作曲・白戸佑輔）とそれに伴う衣装や振り付け（担当：CRE8BOY）、さらにはグラビア掲載などの複数の仕事が既にセッティングされているが、メジャーデビュー直前まで番組で行われる「バトル」の結果に応じてメンバーが入れ替わるというルールがとられている。なお、「バンドワゴン」のミュージックビデオは堤幸彦が監督、ジャケット写真は蜷川実花が撮影することが番組中で発表されている。
番組には毎回オーディションで選ばれた「挑戦者」が登場する。挑戦者は暫定メンバーの中から1名を指名して、1対1でのパフォーマンスバトルを行う。審査員は4名だが、勝敗は、合議制や多数決ではなく、4人の中から「天の声」から指名された1名が独断で決定する。敗北した暫定メンバーはその場で即刻退場となり、勝利した挑戦者は破った暫定メンバーの立ち位置をそのまま引継ぎ、新たな暫定メンバーとして加入する。これを繰り返し、最後まで残ったメンバーが「ラストアイドル」としてデビューする。
なお、暫定メンバー・挑戦者ともに「プロアマ不問」の条件で募集され、事務所の許可さえ下りれば他のアイドルグループとの兼任も可能となっている。
12月17日放送分が最終戦となり、正式メンバーが確定した。同月20日「バンドワゴン」でメジャーデビュー。

### セカンドユニット
対決に敗れた元暫定メンバーや敗北した挑戦者を対象にセカンドユニットを結成している。これは企画段階で想定されたものではなく、初回の収録（第1回 - 第3回）を見た秋元が、バトルがプロっぽく丁々発止でやりあっているようには見えず、夢を持っている素の女の子の戦いになってしまい、（バトルで敗れることで）「これで落ちたらもう無い」と見えるのはTV的に良くないと感じ急遽設定したとゲスト出演した「伊集院光とらじおと」（TBSラジオ、2017年12月13日放送）で語っている。
セカンドユニットは合わせて4つ作られ、その最初のグループ“Good Tears”が10月15日（第10回）、続く“シュークリームロケッツ”が11月5日（第13回）、“Someday Somewhere”が12月3日（第17回）にお披露目された。4つ目の“Love Cocchi”は放送スケジュールの都合上、デビュー後の12月24日（第20回）にお披露目された。
“ラストアイドル”および4つのセカンドユニットなど全体を合わせて「ラストアイドルファミリー」と表する。

### 放送リスト
- 下線を付した敗者はその後セカンドユニットに参加した。
- シーズン終了後にダイジェスト - YouTubeが公開されているが、その内容は実際の放送順とは異なり、清原の登場する第15戦と敗者復活戦が連続し、大森が登場する第16戦以降がその後に続く形で編集されている。

| #  | 放送日   | 挑戦者                                                                               | 挑戦者歌唱曲                                                                         | 指名された暫定メンバー                                                               | 暫定メンバー歌唱曲                                                                   | 審査員（司会側から、被指名者は太字）                                                 | 反対意見                                                                             | 備考                                                                            |
| -- | -------- | ------------------------------------------------------------------------------------ | ------------------------------------------------------------------------------------ | ------------------------------------------------------------------------------------ | ------------------------------------------------------------------------------------ | ------------------------------------------------------------------------------------ | ------------------------------------------------------------------------------------ | ------------------------------------------------------------------------------- |
| 1  | 8月13日  | 暫定メンバー選出オーディションの模様など                                             | 暫定メンバー選出オーディションの模様など                                             | 暫定メンバー選出オーディションの模様など                                             | 暫定メンバー選出オーディションの模様など                                             | ギュウゾウ、大森靖子、Carlos K.、ピエール中野                                        | （審査なし）                                                                         | 30分遅れ                                                                        |
| 2  | 8月20日  | × 1 王林                                                                             | 生まれてはじめて （アナと雪の女王）                                                  | ○ No.3 小澤愛実                                                                      | 禁じられた2人 （AKB48）                                                              | ギュウゾウ、大森靖子、Carlos K.、ピエール中野                                        | 0                                                                                    | 30分遅れ                                                                        |
| 3  | 8月27日  | ○ 2 古賀哉子                                                                         | 残酷な天使のテーゼ （高橋洋子）                                                      | × No.7 相澤瑠香                                                                      | サイレントマジョリティー （欅坂46）                                                  | ギュウゾウ、大森靖子、Carlos K.、ピエール中野                                        | 3 (大森、Carlos、ピエール)                                                           |                                                                                 |
| 4  | 9月3日   | × 3 朝日花奈                                                                         | やさしさに包まれたなら （荒井由実）                                                  | ○ No.4 安田愛里                                                                      | ありふれた言葉 （きのこ帝国）                                                        | 大槻ケンヂ、竹中夏海、渡辺淳之介、杉山勝彦                                           | 0                                                                                    |                                                                                 |
| 5  | 9月10日  | × 4 滝口きらら                                                                       | 夏祭り （Whiteberry）                                                                | ○ No.5 長月翠                                                                        | やさしいキスをして （DREAMS COME TRUE）                                              | 大槻ケンヂ、竹中夏海、杉山勝彦、渡辺淳之介                                           | 3 (竹中、杉山、渡辺)                                                                 |                                                                                 |
| 5  | 9月10日  | × 5 池松愛理                                                                         | ROCK U feat.安室奈美恵 （ravex）                                                     | ○ No.6 山田まひろ                                                                    | Love, Dream & Happiness （EXILE）                                                    | 中森明夫、MAIKO、杉山勝彦、西寺郷太                                                  | 1 (杉山)                                                                             |                                                                                 |
| 6  | 9月17日  | × 6 高橋真由                                                                         | にじいろ （絢香）                                                                    | ○ No.1 間島和奏                                                                      | わるきー （NMB48）                                                                   | 中森明夫、MAIKO、杉山勝彦、西寺郷太                                                  | 0                                                                                    |                                                                                 |
| 7  | 9月24日  | × 7 MISAKI                                                                           | 走れ！ （ももいろクローバー）                                                        | ○ No.7 古賀哉子                                                                      | 歩いていこう （いきものがかり）                                                      | 林真理子、YOU、日笠麗奈、高田あゆみ                                                  | 0                                                                                    |                                                                                 |
| 8  | 10月1日  | ○ 8 鈴木遥夏                                                                         | 呼び捨てファンタジー （AKB48）                                                       | × No.6 山田まひろ(2)                                                                 | もう少しの夢 （乃木坂46）                                                            | 林真理子、YOU、日笠麗奈、白井繁行、高田あゆみ                                        | 0                                                                                    | 初の挑戦者完勝によるメンバー交代                                                |
| 9  | 10月8日  | × 9 八剱咲羅                                                                         | TOMORROW （岡本真夜）                                                                | ○ No.5 長月翠(2)                                                                     | First Love （宇多田ヒカル）                                                          | 吉田豪、ギュウゾウ、倉田真由美、白戸佑輔                                             | 0                                                                                    | 2戦目は審査員の判定が男女で割れた                                               |
| 9  | 10月8日  | × 10 松本ももな                                                                      | 青空が違う （欅坂46）                                                                | ○ No.1 間島和奏(2)                                                                   | 渚の『・・・・・』 （うしろゆびさされ組）                                            | 吉田豪、ギュウゾウ、倉田真由美、白戸佑輔                                             | 1 (倉田)                                                                             | 2戦目は審査員の判定が男女で割れた                                               |
| 10 | 10月15日 | セカンドユニット“Good Tears”初お披露目                                               | セカンドユニット“Good Tears”初お披露目                                               | セカンドユニット“Good Tears”初お披露目                                               | セカンドユニット“Good Tears”初お披露目                                               | セカンドユニット“Good Tears”初お披露目                                               | セカンドユニット“Good Tears”初お披露目                                               |                                                                                 |
| 10 | 10月15日 | ○ 11 阿部菜々実                                                                      | 悲しき雨降り （℃-ute）                                                               | × No.1 間島和奏(3)                                                                   | DNA狂詩曲 （ももいろクローバーZ）                                                    | 大槻ケンヂ、大森靖子(2)、宇野常寛、竹中夏海                                          | 1 (宇野)                                                                             |                                                                                 |
| 11 | 10月22日 | × 12 西村歩乃果                                                                      | ガールズルール （乃木坂46）                                                          | ○ No.2 吉崎綾                                                                        | なんてったってアイドル （小泉今日子）                                                | 大槻ケンヂ、大森靖子、宇野常寛、竹中夏海                                             | 0                                                                                    | 36分遅れ                                                                        |
| 11 | 10月22日 | ○ 13 蒲原令奈                                                                        | Good-bye days （YUI）                                                                | × No.5 長月翠(3)                                                                     | ハルジオンが咲く頃 （乃木坂46）                                                      | 吉田豪、倉田真由美、マーティ・フリードマン、日笠麗奈                                 | 3 (倉田、マーティ、日笠)                                                             | 36分遅れ                                                                        |
| 12 | 10月29日 | ○ 14 大石夏摘                                                                        | キューティハニー （倖田來未）                                                        | × No.3 小澤愛実(2)                                                                   | 大人列車 （HKT48）                                                                   | 吉田豪、倉田真由美(2)、マーティ・フリードマン、日笠麗奈                              | 2（吉田、マーティ）                                                                  | 初の2戦連続メンバー交代 大石は放送時点で最年少挑戦者 審査員の判定が男女で割れた |
| 13 | 11月5日  | × 15 清原梨央                                                                        | 何度目の青空か？ （乃木坂46）                                                        | ○ No.5 蒲原令奈                                                                      | Wherever you are （ONE OK ROCK）                                                     | 中森明夫、YOU、MAIKO、増村エミコ                                                     | 2（YOU、MAIKO）                                                                      | 36分遅れ                                                                        |
| 13 | 11月5日  | セカンドユニット“シュークリームロケッツ”初お披露目                                   |                                                                                      |                                                                                      |                                                                                      |                                                                                      |                                                                                      | 36分遅れ                                                                        |
| 14 | 11月12日 | × 16 大森莉緒                                                                        | 明日も （MUSH&Co.）                                                                  | ○ No.3 大石夏摘                                                                      | ふりむかないで （ザ・ピーナッツ）                                                    | 中森明夫、YOU、MAIKO、増村エミコ                                                     | 0                                                                                    |                                                                                 |
| 14 | 11月12日 | × 17 籾山ひめり                                                                      | ギンガムチェック （AKB48）                                                           | ○ No.2 吉崎綾(2)                                                                     | やさしい気持ち （Chara）                                                             | 蜷川実花、白戸佑輔、ピエール中野、高田あゆみ                                         | 0                                                                                    |                                                                                 |
| 15 | 11月19日 | × 18 猪子れいあ                                                                      | シンクロときめき （渡辺麻友）                                                        | ○ No.1 阿部菜々実                                                                    | ブランニューワールド （でんぱ組.inc）                                                | 蜷川実花、白戸佑輔、ピエール中野、高田あゆみ                                         | 1（高田）                                                                            |                                                                                 |
| 16 | 11月26日 | No.5 蒲原令奈が暫定メンバー辞退、過去蒲原に敗れた2人で敗者復活戦が行われることを発表 | No.5 蒲原令奈が暫定メンバー辞退、過去蒲原に敗れた2人で敗者復活戦が行われることを発表 | No.5 蒲原令奈が暫定メンバー辞退、過去蒲原に敗れた2人で敗者復活戦が行われることを発表 | No.5 蒲原令奈が暫定メンバー辞退、過去蒲原に敗れた2人で敗者復活戦が行われることを発表 | No.5 蒲原令奈が暫定メンバー辞退、過去蒲原に敗れた2人で敗者復活戦が行われることを発表 | No.5 蒲原令奈が暫定メンバー辞退、過去蒲原に敗れた2人で敗者復活戦が行われることを発表 | 審査員の判定が男女で割れた                                                      |
| 16 | 11月26日 | ○ （先攻）長月翠（元No.5）                                                           | ロマンスのスタート （乃木坂46）                                                      | × （後攻）清原梨央                                                                   | 僕らのユリイカ （NMB48）                                                             | マーティ・フリードマン、宇野常寛(2)、杉山勝彦、竹中夏海                              | 1（竹中）                                                                            | 審査員の判定が男女で割れた                                                      |
| 17 | 12月3日  | セカンドユニット“Someday Somewhere”初お披露目                                        | セカンドユニット“Someday Somewhere”初お披露目                                        | セカンドユニット“Someday Somewhere”初お披露目                                        | セカンドユニット“Someday Somewhere”初お披露目                                        | セカンドユニット“Someday Somewhere”初お披露目                                        | セカンドユニット“Someday Somewhere”初お披露目                                        |                                                                                 |
| 17 | 12月3日  | × 19 中村守里                                                                        | 無敵のガールフレンド （大原櫻子）                                                    | ○ No.6 鈴木遥夏                                                                      | 僕らのユリイカ （NMB48）                                                             | マーティ・フリードマン、宇野常寛、杉山勝彦、竹中夏海                                 | 2（宇野、杉山）                                                                      |                                                                                 |
| 18 | 12月10日 | × 20 石川夏海                                                                        | CHANGE the WORLD （BiS）                                                             | ○ No.4 安田愛里(2)                                                                   | 学園天国 （小泉今日子）                                                              | 大槻ケンヂ(2)、倉田真由美、吉田豪、日笠麗奈                                          | 0                                                                                    |                                                                                 |
| 19 | 12月17日 | × 21 山本愛梨                                                                        | 言い訳Maybe （AKB48）                                                                | ○ No.3 大石夏摘(2)                                                                   | お祭りマンボ （美空ひばり）                                                          | 大槻ケンヂ、倉田真由美、吉田豪(2)、日笠麗奈                                          | 1（大槻）                                                                            | 最終対決 第18回のラストで審査員まで公表 15分遅れ                                |
| 19 | 12月17日 | 正式メンバーによる“バンドワゴン”フルコーラス披露                                     |                                                                                      |                                                                                      |                                                                                      |                                                                                      |                                                                                      | 最終対決 第18回のラストで審査員まで公表 15分遅れ                                |
| 20 | 12月24日 | セカンドユニット“Love Cocchi”初お披露目                                              | セカンドユニット“Love Cocchi”初お披露目                                              | セカンドユニット“Love Cocchi”初お披露目                                              | セカンドユニット“Love Cocchi”初お披露目                                              | セカンドユニット“Love Cocchi”初お披露目                                              | セカンドユニット“Love Cocchi”初お披露目                                              | ファーストシーズン最終回                                                        |
| 20 | 12月24日 | CDデビューイベントの様子披露、MV撮影舞台裏公開と今後の展開の発表                     |                                                                                      |                                                                                      |                                                                                      |                                                                                      |                                                                                      | ファーストシーズン最終回                                                        |

### 記録
2回（戦）以上の場合、「(2)」のようにカッコ付きで表示。
| 項目                              | 記録 | 備考 (達成者は達成順、同時達成の場合立ち位置順)                                                                                     |
| --------------------------------- | ---- | --- |
| 最多防衛                          | 2回  | 長月翠、間島和奏、吉崎綾、安田愛里、大石夏摘                                                                                        |
| 最多勝利                          | 3回  | 大石夏摘 |
| 暫定メンバー最長在任期間          | 21戦 | 吉崎綾、安田愛里 |
| 最短試合間隔                      | 0戦  | 間島和奏 (第9戦、10戦が連戦) |
| 最長試合間隔                      | 16戦 | 安田愛里 (第3〜20戦間) |
| 最多試合数                        | 3回  | 間島和奏、長月翠、大石夏摘 |
| 完全試合 (4票)                    | 10戦 | 安田愛里（2）、吉崎綾（2）、小澤愛実、間島和奏、古賀哉子、鈴木遥夏、長月翠、大石夏摘                                                |
| 逆転勝利 (1票)                    | 3戦  | 古賀哉子、長月翠、蒲原令奈 (担当審査員はギュウゾウ、大槻ケンヂ、吉田豪)                                                             |
| 惜敗 (3票)                        | 3戦  | 相澤瑠香、滝口きらら、長月翠 |
| 接戦 (2票)                        | 3戦  | 勝者 : 大石夏摘、蒲原令奈、鈴木遥夏／敗者 : 小澤愛実、清原梨央、中村守里 (担当審査員は倉田真由美、中森明夫、マーティ・フリードマン) |
| 最多被指名回数 (暫定メンバー個人) | 3回  | 間島和奏、長月翠 |
| 最少被指名回数 (暫定メンバー個人) | 1回  | 相澤瑠香、古賀哉子、蒲原令奈、阿部菜々実、鈴木遥夏                                                                                  |
| 最多被指名回数 (立ち位置)         | 4回  | 1番 (間島和奏（3）、阿部菜々実) 3番 (小澤愛実（2）、大石夏摘（2) 5番 (長月翠（3）、蒲原令奈)                                        |
| 最少被指名回数 (立ち位置)         | 2回  | 2番 (吉崎綾（2）) 4番 (安田愛里（2）) 7番 (相澤瑠香、古賀哉子)                                                                      |
| 最多被指名回数 (審査員個人)       | 2回  | 大森靖子、倉田真由美、宇野常寛、大槻ケンヂ、吉田豪                                                                                  |
| 最多被指名回数 (審査員席)         | 8回  | 司会側から1番目 (大槻ケンヂ（2）、ギュウゾウ、林真理子、吉田豪、中森明夫、蜷川実花、マーティ・フリードマン)                         |
| 最少被指名回数 (審査員席)         | 1回  | 司会側から4番目 (白戸佑輔) |

### 暫定メンバーの変遷
氏名は決定メンバー、氏名は開始時メンバー。
| 放送回→  | 放送回→ | 1          | 2          | 3          | 4          | 5          | 5          | 6          | 7          | 8        | 9        | 9        | 10         | 11         | 11         | 12         | 13         | 14         | 14         | 15         | 16         | 17         | 18         | 19         |
| 挑戦者→  | 挑戦者→ | -          | 1          | 2          | 3          | 4          | 5          | 6          | 7          | 8        | 9        | 10       | 11         | 12         | 13         | 14         | 15         | 16         | 17         | 18         | 復         | 19         | 20         | 21         |
| -------- | ------- | ---------- | ---------- | ---------- | ---------- | ---------- | ---------- | ---------- | ---------- | -------- | -------- | -------- | ---------- | ---------- | ---------- | ---------- | ---------- | ---------- | ---------- | ---------- | ---------- | ---------- | ---------- | ---------- |
| 立ち位置 | No.1    | 間島和奏   | 間島和奏   | 間島和奏   | 間島和奏   | 間島和奏   | 間島和奏   | 間島和奏   | 間島和奏   | 間島和奏 | 間島和奏 | 間島和奏 | 阿部菜々実 | 阿部菜々実 | 阿部菜々実 | 阿部菜々実 | 阿部菜々実 | 阿部菜々実 | 阿部菜々実 | 阿部菜々実 | 阿部菜々実 | 阿部菜々実 | 阿部菜々実 | 阿部菜々実 |
| 立ち位置 | No.2    | 吉崎綾     | 吉崎綾     | 吉崎綾     | 吉崎綾     | 吉崎綾     | 吉崎綾     | 吉崎綾     | 吉崎綾     | 吉崎綾   | 吉崎綾   | 吉崎綾   | 吉崎綾     | 吉崎綾     | 吉崎綾     | 吉崎綾     | 吉崎綾     | 吉崎綾     | 吉崎綾     | 吉崎綾     | 吉崎綾     | 吉崎綾     | 吉崎綾     | 吉崎綾     |
| 立ち位置 | No.3    | 小澤愛実   | 小澤愛実   | 小澤愛実   | 小澤愛実   | 小澤愛実   | 小澤愛実   | 小澤愛実   | 小澤愛実   | 小澤愛実 | 小澤愛実 | 小澤愛実 | 小澤愛実   | 小澤愛実   | 小澤愛実   | 大石夏摘   | 大石夏摘   | 大石夏摘   | 大石夏摘   | 大石夏摘   | 大石夏摘   | 大石夏摘   | 大石夏摘   | 大石夏摘   |
| 立ち位置 | No.4    | 安田愛里   | 安田愛里   | 安田愛里   | 安田愛里   | 安田愛里   | 安田愛里   | 安田愛里   | 安田愛里   | 安田愛里 | 安田愛里 | 安田愛里 | 安田愛里   | 安田愛里   | 安田愛里   | 安田愛里   | 安田愛里   | 安田愛里   | 安田愛里   | 安田愛里   | 安田愛里   | 安田愛里   | 安田愛里   | 安田愛里   |
| 立ち位置 | No.5    | 長月翠     | 長月翠     | 長月翠     | 長月翠     | 長月翠     | 長月翠     | 長月翠     | 長月翠     | 長月翠   | 長月翠   | 長月翠   | 長月翠     | 長月翠     | 蒲原令奈   | 蒲原令奈   | 蒲原令奈   | 蒲原令奈   | 蒲原令奈   | 蒲原令奈   | 長月翠     | 長月翠     | 長月翠     | 長月翠     |
| 立ち位置 | No.6    | 山田まひろ | 山田まひろ | 山田まひろ | 山田まひろ | 山田まひろ | 山田まひろ | 山田まひろ | 山田まひろ | 鈴木遥夏 | 鈴木遥夏 | 鈴木遥夏 | 鈴木遥夏   | 鈴木遥夏   | 鈴木遥夏   | 鈴木遥夏   | 鈴木遥夏   | 鈴木遥夏   | 鈴木遥夏   | 鈴木遥夏   | 鈴木遥夏   | 鈴木遥夏   | 鈴木遥夏   | 鈴木遥夏   |
| 立ち位置 | No.7    | 相澤瑠香   | 相澤瑠香   | 相澤瑠香   | 古賀哉子   | 古賀哉子   | 古賀哉子   | 古賀哉子   | 古賀哉子   | 古賀哉子 | 古賀哉子 | 古賀哉子 | 古賀哉子   | 古賀哉子   | 古賀哉子   | 古賀哉子   | 古賀哉子   | 古賀哉子   | 古賀哉子   | 古賀哉子   | 古賀哉子   | 古賀哉子   | 古賀哉子   | 古賀哉子   |

### エピソード
- 当番組は複数のバトルを同日に収録している。このため、メンバーが交代した場合でもパフォーマンスの撮影がすぐに可能になるよう、挑戦者には「バンドワゴン」の事前練習用のビデオが渡されている。司会の進行台本もどちらが勝利しても対応できるように複数用意され、次のバトルの撮影前に敗者が記載された台本を破棄している[5]。挑戦者が勝利した場合、次回の収録時には旧暫定メンバーの衣装をそのまま着用する[6]。
- Someday Somewhereのデビュー曲は、当初現在のような歌詞や振り付けではなかった。センター間島が骨折しパフォーマンスの披露が危ぶまれた際に、秋元が「人生の一番大事な局面でつまずいた子達が立ち上がる」歌詞に書き直すことを提案し、生まれたのが「Again & Again」である。ダンスもこの変更に伴い作り直され、椅子に座っている間島が立ち上がれるように他のメンバーが応援する内容となった[7]。ミュージックビデオもこのエピソードをヒントに制作されている。
- 10月15日､22日､29日放送の第10回､11回､12回は9回から全て同じ日に撮影されているため3回連続で暫定メンバーが負けた日となっている
- 10月22日放送の第11回で、かねてよりファンの間で評価も高く人気もあった長月翠が蒲原令奈に敗れた。この回でジャッジに指名された吉田豪は蒲原を選んだが、他の3人は長月を選んでいた。吉田豪はこの回で蒲原を選んだ理由として、蒲原の佐藤優樹（モーニング娘。）のような野生児的なところに惹かれたと述べており[8]、ハロヲタ（ハロー!プロジェクトのファン）であるぱいぱいでか美や大森靖子[9]、嶺脇育夫[10]は吉田のジャッジに理解を示している（もっとも、大森はそれでも長月勝利の判定を下しただろうと述べている）。一方で、批判的なツイートは坂道（乃木坂46・欅坂46）のファンとわかるものが多く、この層は番組に起こる波乱を求めていないのだろうと分析している[11]。この判定を巡って番組の最後で吉田以外の一部の審査員の批判的なコメントが流された事で、番組の視聴者以外の間でも話題となりこの番組の知名度を上げる事になった。尚、第5回の長月と滝口の対戦時はジャッジ指名された大槻ケンヂのみが長月に入れ、他の3人が滝口を選んでおり長月は第11回とは逆のケースで勝ち残っていた。また長月が出なかった第3回でもほぼ同様のケースが見られたが、これらの回では最後に批判のコメント等はなかった。
- 吉田豪を時々ネタとして取り上げることのある長月だが、長月自身は蒲原戦で敗れたのは自分の努力の結果であると受け止めており[12]、吉田に対する怒りの感情はなく、むしろ一部のファンが攻撃するのを見るのは悲しかったとコメントしている[13]。

### 司会
- 伊集院光（メイン進行）

構成の鮫肌文殊によると、ファーストシーズン司会に伊集院を選んだのは秋元のアイデア。番組の性質上荒れる展開になるところをうまくケアしてくれることを期待しての起用だという。中立を保ち、情が移らないよう、メンバーとは努めて接触しないようにしていたとのこと。伊集院自身は司会を引き受けるにあたって、秋元の仕掛けを中から見てみたかったことを理由に挙げている。収録中は審査員として参加している吉田豪とともに、「秋元康は何をやるんだ?」とスパイのような目で見ていると語っている。

### 審査員
当シーズンに於いては、審査員は2対決ずつ担当し交代。このため、放送日程により番組中に審査員が入れ替わることがあった。
審査員が4名いながら多数決や合議制になっていなかったが、この理由について秋元は番組開始時に「審査員一同の総合点ではなく、1人が判断を下すことによって、平均的なアイドルではなく、偏ったアイドルが誕生するでしょう」とメッセージを寄せている。演出を担当する田中経一は、多数決を採用したらどうかと提案したところ、秋元から「（多数決では）指原莉乃は生まれない」と返されたという。なお、指名されなかった残りの3名の審査員の判断は放送ではテロップで表示されるが、番組収録中に審査員が表明しているわけではなく、収録終了後の審査員同士の会話や番組ホームページ用のコメント取りで初めて分かるとのこと。
多数決であれば結果が逆になったバトルはシーズン中3回あり、そのうち挑戦者が勝利したことで暫定メンバーの入れ替えが生じた2回は、審査員（8月27日（第3回）はギュウゾウ、10月22日（第11回）は吉田豪）のTwitterが炎上する騒ぎになった。
指名されなかった審査員のコメントについては公式サイトで公開されることはあっても放送されることはほとんどなかったが、吉田がジャッジを下した第11回（挑戦者の蒲原令奈が暫定メンバーの長月翠に勝利）では、番組の最後に長月を選んだマーティ・フリードマンと倉田真由美が吉田を批判するコメントが放送され火に油を注ぐ形となった。
このシステムではジャッジに対する批判が指名された審査員1人に集中することから、伊集院は、司会を引き受けた当初は「審査員のひとりぐらいがよかった」と思っていたが、すぐに「審査員じゃなくてよかった」と語っている。掟ポルシェは審査員のオファーが2度あったがいずれもキャンセルとなり、番組を見ている間に審査員が損な役回りであることに気づき、Twitterで（番組について）ボロクソに書くことでオファーが来なくなると思ったという。
また伊集院は、審査員が男性か女性かによって評価する視点が異なるのではないかという分析もしており、実際にそのような評価の分かれ方をしたバトルも存在する。

## セカンドシーズン (2018年1月 - 4月1日)
2017年最後の放送回となった第20回の最後に、2018年における新たなる展開が示された。
ラストアイドルは4つのセカンドユニットと一旦同列とし、各グループ毎に別々の有名音楽プロデューサーが担当する。プロデューサーは楽曲・振付・衣装全てに責任を持ち、担当したグループの良さを引き出していく。
番組のメインとなるのは表題曲争奪バトル（後述）で、5つのユニットが総当たり形式によるパフォーマンスバトルを行い、優勝したユニットの楽曲が「ラストアイドルファミリー」2ndシングルの表題曲になる。パフォーマンスバトルの形式はファーストシーズンと同様であり、勝敗を審査員の独断に委ねるルールも踏襲される。
プロデューサーには秋元のほか、小室哲哉、つんく♂、織田哲郎、指原莉乃が加わることが発表された。組み合わせなど詳細については2018年初回（1月14日）の放送で明らかにされた。
セカンドシーズンの結果を受けて、勝者の「シュークリームロケッツ」が新たに「ラストアイドル」として表題曲を歌うことが決まった。また、ファーストシーズン以来「ラストアイドル」という名称だったユニットは「LaLuce（ラ・ルーチェ）」に改名した。

### 表題曲争奪バトル
「表題曲争奪バトル」は2段階の戦いで行われることが第1回で発表された。
先ず、5ユニットによる総当たり戦を行い、下位となった2ユニットがここで脱落する。そして、勝ち残った3ユニットが決勝トーナメントに進出。先に総当たり戦の2位と3位が準決勝を戦い、その勝者と総当たり戦1位が決勝戦に臨む。この勝者がラストアイドルファミリーの2ndシングルに於いて表題曲を歌うことができる。これにより、番組の演出手法もドキュメンタリー要素を加えたものになった。
なお第1回では、どのようにして勝敗を決するかについては一切説明されなかった。2回目に、ファーストシーズンのやり方を踏襲することが発表された。
2月18日放送分において、総当たり戦が終了した時点で勝ち星同数で数組が並んでしまう可能性が浮上したことから、視聴者投票を実施し、勝ち星が同一のユニットが複数出た場合、投票数で順位を決定することが発表された。
| ユニット                    | プロデューサー | 表題曲候補楽曲       | 表題曲候補楽曲 | 表題曲候補楽曲       | 表題曲候補楽曲       | 表題曲候補楽曲     | 最終結果                     |
| ユニット                    | プロデューサー | 曲題                 | 作詞           | 作曲                 | 編曲                 | 振付               | 最終結果                     |
| --------------------------- | -------------- | -------------------- | -------------- | -------------------- | -------------------- | ------------------ | ---------------------------- |
| ラストアイドル (LI)         | 小室哲哉       | 風よ吹け!            | 小室哲哉       | 小室哲哉             | TK SONG MAFIA        | RIKA               | Type-B c/w、LaLuceとなる     |
| Good Tears (GT)             | 織田哲郎       | スリル               | 織田哲郎       | 織田哲郎             | 織田哲郎             | NAOKI              | Type-D c/w                   |
| シュークリームロケッツ (CR) | 秋元康         | 君のAchoo!           | 秋元康         | ツキダタダシ・佐藤亘 | 佐藤亘・ツキダタダシ | CRE8BOY            | 表題曲、ラストアイドルとなる |
| Someday Somewhere (SS)      | 指原莉乃       | この恋はトランジット | 指原莉乃       | K-WONDER/SAS3        | 宅見将典             | 新垣寿子・高良舞子 | Type-A c/w                   |
| Love Cocchi (LC)            | つんく♂        | 青春シンフォニー     | つんく         | つんく               | 平田祥一郎           | 木下菜津子         | Type-C c/w                   |

### 放送リスト
- 放送回中の（）内は、ファーストシーズンからの通番を表す。以降の記述も同様。
- なお、セカンドシーズン中の記載における「ラストアイドル」は後に「LaLuce」となるユニットを指す。

| #       | 放送日  | 試合                                                                                          | 先攻ユニット                                                             | 後攻ユニット                                                             | 審査員（司会側から、被指名者は太字）                                     | 反対意見                                                                 | 備考                            |
| ------- | ------- | --------------------------------------------------------------------------------------------- | ------------------------------------------------------------------------ | ------------------------------------------------------------------------ | ------------------------------------------------------------------------ | ------------------------------------------------------------------------ | ------------------------------- |
| 1 (21)  | 1月14日 | （ラストアイドルファミリーへの概要説明）（プロデューサーとの初顔合わせ）                      | （ラストアイドルファミリーへの概要説明）（プロデューサーとの初顔合わせ） | （ラストアイドルファミリーへの概要説明）（プロデューサーとの初顔合わせ） | （ラストアイドルファミリーへの概要説明）（プロデューサーとの初顔合わせ） | （ラストアイドルファミリーへの概要説明）（プロデューサーとの初顔合わせ） | 5分遅れ                         |
| 2 (22)  | 1月21日 | 総当1                                                                                         | ○ ラストアイドル                                                         | × Someday Somewhere                                                      | マーティ・フリードマン、倉田真由美、日笠麗奈、ピエール中野               | 2 （日笠、ピエール）                                                     |                                 |
| 3 (23)  | 1月28日 | 総当2                                                                                         | ○ Love Cocchi                                                            | × シュークリームロケッツ                                                 | マーティ・フリードマン、倉田真由美、日笠麗奈、ピエール中野               | 0                                                                        | 15分遅れ                        |
| 4 (24)  | 2月04日 | 総当3                                                                                         | × Good Tears                                                             | ○ ラストアイドル                                                         | マーティ・フリードマン、倉田真由美、日笠麗奈、ピエール中野               | 0                                                                        |                                 |
| 5 (25)  | 2月11日 | 総当4                                                                                         | × Love Cocchi                                                            | ○ Good Tears                                                             | 大槻ケンヂ、倉田真由美、吉田豪、竹中夏海                                 | 3 （大槻、倉田、吉田）                                                   | 15分遅れ                        |
| 6 (26)  | 2月18日 | 総当5                                                                                         | × Someday Somewhere                                                      | ○ シュークリームロケッツ                                                 | 大槻ケンヂ、倉田真由美、吉田豪、竹中夏海                                 | 2 （倉田、竹中）                                                         | 審査員の判定が男女で割れた      |
| 6 (26)  | 2月18日 | （視聴者投票開始の告知）                                                                      |                                                                          |                                                                          |                                                                          |                                                                          | 審査員の判定が男女で割れた      |
| 7 (27)  | 2月25日 | 総当6                                                                                         | × ラストアイドル                                                         | ○ Love Cocchi                                                            | 大槻ケンヂ、倉田真由美、吉田豪、竹中夏海                                 | 0                                                                        | 15分遅れ                        |
| 8 (28)  | 3月04日 | 総当7                                                                                         | ○ Love Cocchi【最終戦】                                                  | × Someday Somewhere                                                      | マーティ・フリードマン、倉田真由美、日笠麗奈、古市憲寿                   | 3 （マーティ、倉田、日笠）                                               |                                 |
| 9 (29)  | 3月11日 | 総当8                                                                                         | ○ シュークリームロケッツ                                                 | × ラストアイドル【最終戦】                                               | 大槻ケンヂ、YOU、中森明夫、竹中夏海                                      | 3 （大槻、中森、竹中）                                                   | 15分遅れ 長月は両ユニットに参加 |
| 10 (30) | 3月18日 | 総当9                                                                                         | ○ Good Tears                                                             | × シュークリームロケッツ【最終戦】                                       | マーティ・フリードマン、倉田真由美、日笠麗奈(2)、古市憲寿                | 3 （マーティ、倉田、古市）                                               | 30分遅れ                        |
| 10 (30) | 3月18日 | 総当終 (10)                                                                                   | × Someday Somewhere【最終戦】                                            | ○ Good Tears【最終戦】                                                   | 大槻ケンヂ、YOU、中森明夫、竹中夏海                                      | 2 （大槻、YOU）                                                          | 30分遅れ                        |
| 11 (31) | 3月25日 | （視聴者投票の結果発表）                                                                      | （視聴者投票の結果発表）                                                 | （視聴者投票の結果発表）                                                 | （視聴者投票の結果発表）                                                 | （視聴者投票の結果発表）                                                 | 15分遅れ                        |
| 11 (31) | 3月25日 | 準決勝                                                                                        | ○ 【3位】シュークリームロケッツ                                          | × 【2位】Love Cocchi                                                     | 吉田豪、倉田真由美、柏原収史、大森靖子                                   | 3 （吉田、倉田、大森）                                                   | 15分遅れ                        |
| 12 (32) | 4月01日 | 決勝                                                                                          | ○ 【勝ち上がり】シュークリームロケッツ                                   | × 【1位】Good Tears                                                      | 吉田豪、倉田真由美、柏原収史、大森靖子                                   | 0                                                                        | セカンドシーズン最終回 5分遅れ  |
| 12 (32) | 4月01日 | 勝利ユニット “シュークリームロケッツ” による2ndシングル表題曲 “君のAchoo!” をフルコーラス披露 |                                                                          |                                                                          |                                                                          |                                                                          | セカンドシーズン最終回 5分遅れ  |

### ラストアイドルファミリー2ndシングル表題曲争奪バトル勝敗表
総当たり戦勝敗表
| 順位 | ユニット                    | GT | LC | CR | LI | SS | 勝数 | 負数 | 勝率  | 視聴者投票 総数 | 視聴者投票 得票率 | 審査員票 総数 | 審査員票 得票率 | 備考                                   |
| ---- | --------------------------- | -- | -- | -- | -- | -- | ---- | ---- | ----- | --------------- | ----------------- | ------------- | --------------- | -------------------------------------- |
| 1    | Good Tears (GT)             |    | ○  | ○  | ×  | ○  | 3    | 1    | 0.750 | 14,731          | 0.190             | 4             | 0.250           | 最終戦で決勝T進出決定                  |
| 2    | Love Cocchi (LC)            | ×  |    | ○  | ○  | ○  | 3    | 1    | 0.750 | 13,712          | 0.177             | 12            | 0.750           | 最終戦で決勝T進出決定                  |
| 3    | シュークリームロケッツ (CR) | ×  | ×  |    | ○  | ○  | 2    | 2    | 0.500 | 15,484          | 0.200             | 6             | 0.375           | 視聴者投票の結果決勝T進出決定          |
| 4    | ラストアイドル (LI)         | ○  | ×  | ×  |    | ○  | 2    | 2    | 0.500 | 12,537          | 0.162             | 9             | 0.563           | 視聴者投票の結果最少得票で敗退         |
| 5    | Someday Somewhere (SS)      | ×  | ×  | ×  | ×  |    | 0    | 4    | 0.000 | 20,882          | 0.270             | 9             | 0.563           | 最終戦を残して敗退決定も視聴者投票最多 |

- 視聴者投票による順位の決定は、同一勝率となったユニット同士だけが対象となる。Love CocchiとGood Tearsは1位・2位、ラストアイドルとシュークリームロケッツは3位・4位を、それぞれ決めるために投票結果が使われた。ラストアイドルは得票最少で4位となり総当たり戦敗退の結果に至った。Someday Somewhereは発表時点で既に5位敗退が決まっていたが、得票数は5ユニット中最多となった。
- 審査員票総数・得票率は参考記録であり、ルール上勝敗とは無関係。ラストアイドルとSomeday Somewhereは審査員票総数に関しては同率2位であるものの、いずれも決勝トーナメントへの進出を逃す形となった。
- 視聴者投票得票率および審査員票得票率は四捨五入の関係で合計が1にならない。

決勝トーナメント勝敗表
|  | 準決勝         | 準決勝                 | 準決勝 |  |  | 決勝           | 決勝                   | 決勝 |
|  |                |                        |        |  |  |                |                        |      |
|  |                |                        |        |  |  | 総当たり戦 1位 | Good Tears             | ×    |
|  | 総当たり戦 2位 | Love Cocchi            | ×      |  |  | 準決勝勝者     | シュークリームロケッツ | ○    |
|  | 総当たり戦 3位 | シュークリームロケッツ | ○      |  |  |                |                        |      |

- 準決勝ではジャッジを務めた柏原によるシュークリームロケッツ勝利は少数意見であったが、決勝ではジャッジを務めた大森はじめ審査員4人全員がシュークリームロケッツ勝利で意見が一致した。

### 記録
| 項目                        | 記録 | 備考（達成ユニットは達成順） |
| --------------------------- | ---- | --- |
| 完全試合 (4票)              | 4戦  | [総当たり] Love Cocchi（2）、ラストアイドル [決勝] シュークリームロケッツ                                                                                 |
| 逆転勝利 (1票)              | 5戦  | [総当たり] Good Tears（2）、Love Cocchi、シュークリームロケッツ [準決勝] シュークリームロケッツ (担当審査員は竹中夏海、古市憲寿、YOU、日笠麗奈、柏原収史) |
| 惜敗 (3票)                  | 5戦  | [総当たり] Love Cocchi、Someday Somewhere、ラストアイドル、シュークリームロケッツ [準決勝] Love Cocchi                                                    |
| 接戦 (2票)                  | 3戦  | [総当たり] 勝者 : ラストアイドル、 シュークリームロケッツ、Good Tears／敗者 : Someday Somewhere（3） (担当審査員は倉田真由美、大槻ケンヂ、中森明夫)       |
| 最多被指名回数 (審査員個人) | 2回  | 日笠麗奈 |
| 最多被指名回数 (審査員席)   | 5回  | 司会側から3番目 (日笠麗奈（2）、吉田豪、中森明夫、柏原収史)                                                                                               |
| 最少被指名回数 (審査員席)   | 2回  | 司会側から1番目 (マーティ・フリードマン、大槻ケンヂ) 司会側から2番目 (倉田真由美、YOU)                                                                    |

### 司会
- ユースケ・サンタマリア（メイン進行）
- 横山由依（アシスタント、AKB48グループ総監督〈当時〉）[25]

セカンドシーズンの司会およびアシスタントのユースケと横山は、番組構成の都合により2回目からの参加となった。

### 審査員
当シーズンの審査方法については当初明らかにされていなかったものの、2回目放送の番組表予告において、ファーストシーズンでも審査員を務めていた4人の名前が明記された。審査方法もファーストシーズンから踏襲する旨明らかにされた。これについてMCのユースケは「（そのルールは）番組の肝なので変えられない」と初登場時に発言した。
収録の関係もあり、審査員の交代サイクルがファーストシーズンと異なっている。総当たり戦の第1〜6試合は3試合ごとに交代、第7〜最終(第10)試合までは同じユニットのパフォーマンスを連続して見ないような形がとられ、1試合ごとの入れ替えにより2試合担当する形となった。決勝トーナメントは被指名者は異なるものの同一の審査員が2戦とも担当した。
大槻はラストアイドル公式サイトの第26回、第29回分のコメントでパフォーマンスが初見かどうかによる印象の違いを指摘している。事前に放送でパフォーマンスを見ている可能性はあるが、参考までに総当たり戦においてスタジオでは初見となる審査員が全戦指名されたのは、Someday SomewhereとLove Cocchiの2組であった。Love Cocchiは次の準決勝に進出し敗退するが、その試合もスタジオでは初見となる審査員が指名されている。
総当たり戦中4戦と準決勝1戦の計5戦で、審査員の票が3対1に分かれたが、全て少数派が勝利している。

## サードシーズン (2018年4月15日 - 9月30日)
セカンドシーズン期間中の2018年2月25日の放送最後で2期生を募集することが発表された。これによりサードシーズンが開始されることになった。公式サイトでは、ファーストシーズンの方式を踏襲する一方、事務所所属者でもOKとしていた1期生と異なり、他のアイドルグループのオーディションと同様、“アマチュア”（事務所に所属していない人物）に応募資格を絞り込んだことが明らかにされている。また3月11日の放送で2期生のメンバーは12名となること、4月1日の放送（セカンドシーズンの最終回）で放送開始日が4月15日であることが明らかにされた。なお、このサードシーズンから、朝日放送テレビでは当日時差（30分遅れ）ではない、後日の遅れネットに移行した。9月30日放送分が最終戦となり、正式メンバーが確定した。
ラストアイドル2期生が歌う曲は『愛しか武器がない』（作詞：秋元康、作曲：バグベア、編曲：若田部誠、振付：CRE8BOY）。

### 放送リスト
| #      | 放送日  | 挑戦者 | 挑戦者歌唱曲 | 指名された暫定メンバー | 暫定メンバー歌唱曲 | 審査員（司会側から、被指名者は太字） | 反対意見 | 備考 |
| ------ | ------- | --- | --- | --- | --- | --- | --- | --- |
| 1(33)  | 4月15日 | 暫定メンバー選出オーディションの模様＆『愛しか武器がない』初披露 | 暫定メンバー選出オーディションの模様＆『愛しか武器がない』初披露 | 暫定メンバー選出オーディションの模様＆『愛しか武器がない』初披露 | 暫定メンバー選出オーディションの模様＆『愛しか武器がない』初披露 | 倉田真由美、吉田豪、大森靖子、宇野常寛 | （審査なし） | |
| 2(34)  | 4月22日 | × 1 岡村茉奈 | 10年桜 （AKB48） | ○ No.10 畑美紗起 | BiSH-星が瞬く夜に- （BiSH） | 倉田真由美、吉田豪、大森靖子、宇野常寛 | 0 | |
| 3(35)  | 4月29日 | × 2 本城珠莉亜 | 水曜日のアリス （AKB48 チームサプライズ） | ○ No.2 水野舞菜 | Gentle Words （倖田來未） | 倉田真由美、吉田豪、大森靖子、宇野常寛 | 2（倉田、宇野） | |
| 3(35)  | 4月29日 | × 3 高橋みのり | にじいろ （絢香） | ○ No.6 山本琉愛 | 裸足でSummer （乃木坂46） | 倉田真由美、吉田豪、大森靖子、宇野常寛 | 0 | |
| 4(36)  | 5月6日  | × 4 永井穂花 | 初日 （AKB48） | ○ No.7 町田穂花 | White Love （SPEED） | 大森靖子、zopp、竹中夏海、ギュウゾウ | 1（ギュウゾウ） | 2戦目は審査員の判定で男女が割れ、 3rd初のメンバー交代となった。 |
| 4(36)  | 5月6日  | ○ 5 栗田麻央 | OVER （Little Glee Monster） | × No.12 河田梨帆 | 私がオバさんになっても （森高千里） | 大森靖子、zopp、竹中夏海、ギュウゾウ | 2（大森、竹中） | 2戦目は審査員の判定で男女が割れ、 3rd初のメンバー交代となった。 |
| 5(37)  | 5月13日 | ○ 6 田中佑奈 | White Love （SPEED） | × No.3 高橋美海 | Hello, Again 〜昔からある場所〜 （My Little Lover) | YOU、中森明夫、高田あゆみ、バグベア | 2（高田、バグベア） | 田中は放送時点で最年少出演者 |
| 6(38)  | 5月20日 | ○ 7 下間花梨 | 制服と太陽 （欅坂46） | × No.11 小田中穂 | キラリ （いきものがかり） | YOU、中森明夫、高田あゆみ、バグベア | 0 | 3rd初(通算2度目)の挑戦者完勝によるメンバー交代 通算初の3戦連続メンバー交代                                                                                         |
| 7(39)  | 5月27日 | × 8 岩間妃南子 | I LOVE YOU （クリス・ハート） | ○ No.5 木﨑千聖 | ロマンティック 浮かれモード （藤本美貴） | YOU、中森明夫、高田あゆみ、こぎみいい（バグベア） | 0 | |
| 8(40)  | 6月3日  | × 9 大場結女 | GIVE ME FIVE! （AKB48） | ○ No.6 山本琉愛(2) | メロンジュース （HKT48） | 中田花奈、吉田豪、ROLLY、ピエール中野 | 0 | |
| 9(41)  | 6月10日 | × 10 米田みいな | 少女A （中森明菜） | ○ No.9 上水口姫香 | センチメンタルジャーニー （松本伊代） | 中田花奈、吉田豪、ROLLY、ピエール中野 | 0 | |
| 10(42) | 6月17日 | ○ 11 佐佐木一心 | バンドワゴン （ラストアイドル） | × No.5 木﨑千聖(2) | 恋愛レボリューション21 （モーニング娘。） | 中田花奈、吉田豪(2)、ROLLY、ピエール中野 | 3（中田、ROLLY、ピエール） | |
| 11(43) | 7月1日  | × 12 宮田有萌 | 青空Jumping Heart （Aqours） | ○ No.6 山本琉愛(3) | Yeah! めっちゃホリディ （松浦亜弥） | ブラザートム、竹中夏海、マーティ・フリードマン、宇野常寛 | 0 | 通算初の3連続完勝による防衛 |
| 11(43) | 7月1日  | 1期生による3rdシングルの表題曲『好きで好きでしょうがない』およびフォーメーション、ならびにカップリング曲のメンバー組み合わせが発表された                                                                                    | | | | | | 通算初の3連続完勝による防衛 |
| 12(44) | 7月8日  | × 13 加藤ひまり | 不協和音 （欅坂46） | ○ No.2 水野舞菜(2) | VALENTI （BoA） | ブラザートム、竹中夏海、マーティ・フリードマン、宇野常寛(2) | 3（トム、竹中、マーティ） | 5分遅れ |
| 12(44) | 7月8日  | 3rdシングル『好きで好きでしょうがない』MV紹介 ラストアイドルNEWS：1期生の出演情報の告知 | | | | | | 5分遅れ |
| 13(45) | 7月29日 | ラストアイドル1期生3rdシングル発売直前スペシャル ラストアイドルNEWS：1期生の出演情報と、ラストアイドル in AbemaTV「Tik Tok で楽曲拡散バトル!」の告知                                                                        | ラストアイドル1期生3rdシングル発売直前スペシャル ラストアイドルNEWS：1期生の出演情報と、ラストアイドル in AbemaTV「Tik Tok で楽曲拡散バトル!」の告知                                                                        | ラストアイドル1期生3rdシングル発売直前スペシャル ラストアイドルNEWS：1期生の出演情報と、ラストアイドル in AbemaTV「Tik Tok で楽曲拡散バトル!」の告知                                                                        | ラストアイドル1期生3rdシングル発売直前スペシャル ラストアイドルNEWS：1期生の出演情報と、ラストアイドル in AbemaTV「Tik Tok で楽曲拡散バトル!」の告知                                                                        | ラストアイドル1期生3rdシングル発売直前スペシャル ラストアイドルNEWS：1期生の出演情報と、ラストアイドル in AbemaTV「Tik Tok で楽曲拡散バトル!」の告知                                                                        | ラストアイドル1期生3rdシングル発売直前スペシャル ラストアイドルNEWS：1期生の出演情報と、ラストアイドル in AbemaTV「Tik Tok で楽曲拡散バトル!」の告知                                                                        | |
| 14(46) | 8月12日 | ラストアイドル2期生夏休み合宿：次回以降挑戦者3名（奥村優希、高木美穂、橋本桃呼）お披露目と対戦相手の仮指名 ラストアイドルNEWS：1期生の出演情報と、「ラスアイの夏やすみ 2018」 の告知と、ラストアイドル in AbemaTV #12の告知 | ラストアイドル2期生夏休み合宿：次回以降挑戦者3名（奥村優希、高木美穂、橋本桃呼）お披露目と対戦相手の仮指名 ラストアイドルNEWS：1期生の出演情報と、「ラスアイの夏やすみ 2018」 の告知と、ラストアイドル in AbemaTV #12の告知 | ラストアイドル2期生夏休み合宿：次回以降挑戦者3名（奥村優希、高木美穂、橋本桃呼）お披露目と対戦相手の仮指名 ラストアイドルNEWS：1期生の出演情報と、「ラスアイの夏やすみ 2018」 の告知と、ラストアイドル in AbemaTV #12の告知 | ラストアイドル2期生夏休み合宿：次回以降挑戦者3名（奥村優希、高木美穂、橋本桃呼）お披露目と対戦相手の仮指名 ラストアイドルNEWS：1期生の出演情報と、「ラスアイの夏やすみ 2018」 の告知と、ラストアイドル in AbemaTV #12の告知 | ラストアイドル2期生夏休み合宿：次回以降挑戦者3名（奥村優希、高木美穂、橋本桃呼）お披露目と対戦相手の仮指名 ラストアイドルNEWS：1期生の出演情報と、「ラスアイの夏やすみ 2018」 の告知と、ラストアイドル in AbemaTV #12の告知 | ラストアイドル2期生夏休み合宿：次回以降挑戦者3名（奥村優希、高木美穂、橋本桃呼）お披露目と対戦相手の仮指名 ラストアイドルNEWS：1期生の出演情報と、「ラスアイの夏やすみ 2018」 の告知と、ラストアイドル in AbemaTV #12の告知 | 30分遅れ |
| 15(47) | 8月19日 | - 14 高木美穂 | - | - No.2 水野舞菜(3) | - | 吉田豪、竹中夏海、マーティ・フリードマン | （バトル持ち越し） | 30分遅れ 合宿が行われた野外での収録 水野の体調不良による不在のため、高木と水野の対戦は番組初のバトル持ち越し。 入れ替わった暫定メンバーの対戦は、3rdでは佐佐木が初 |
| 15(47) | 8月19日 | × 15 奥村優希 | Maxとき315号 （NGT48） | ○ No.5 佐佐木一心 | 青春シンフォニー （Love Cocchi） | 吉田豪、竹中夏海、マーティ・フリードマン | 0 | 30分遅れ 合宿が行われた野外での収録 水野の体調不良による不在のため、高木と水野の対戦は番組初のバトル持ち越し。 入れ替わった暫定メンバーの対戦は、3rdでは佐佐木が初 |
| 15(47) | 8月19日 | ラストアイドルNEWS：「ラスアイの夏やすみ 2018」の告知と、4thシングルの発売日の告知 | | | | | | 30分遅れ 合宿が行われた野外での収録 水野の体調不良による不在のため、高木と水野の対戦は番組初のバトル持ち越し。 入れ替わった暫定メンバーの対戦は、3rdでは佐佐木が初 |
| 16(48) | 8月26日 | ○ 16 橋本桃呼 | 明日テンキになあれ （こぶしファクトリー） | × No.1 篠原望 | ♡桃色片想い♡ （松浦亜弥） | 吉田豪、竹中夏海(2)、マーティ・フリードマン | 2（吉田、マーティ） | 合宿が行われた野外での収録 審査員の判定が男女で割れた |
| 16(48) | 8月26日 | スタジオ収録によるラストアイドル2期生の新センター橋本桃呼を加えてのデビュー曲「愛しか武器がない」を披露 テロップで1期生3rdシングル「好きで好きでしょうがない」個別握手会開催＆ラストアイドル in AbemaTV #13「決勝」の告知   | | | | | | 合宿が行われた野外での収録 審査員の判定が男女で割れた |
| 17(49) | 9月2日  | × 14 高木美穂 | 夏色のナンシー （早見優） | ○ No.2 水野舞菜(3) | C-Girl （浅香唯） | 千秋、中森明夫、ブラザートム、高田あゆみ | 1（中森） | 通算初の4連続勝利 同じ収録日での2連戦は水野が通算初 |
| 17(49) | 9月2日  | × 17 久保田沙矢香 | 手遅れcaution （=LOVE） | ○ No.2 水野舞菜(4) | 夢見る少女じゃいられない （相川七瀬） | 千秋、中森明夫、ブラザートム、高田あゆみ | 0 | 通算初の4連続勝利 同じ収録日での2連戦は水野が通算初 |
| 18(50) | 9月9日  | 番組冒頭でラストアイドル敗者たち緊急召集の映像＆「愛しか武器がない」発売日（12月5日）の告知 | 番組冒頭でラストアイドル敗者たち緊急召集の映像＆「愛しか武器がない」発売日（12月5日）の告知 | 番組冒頭でラストアイドル敗者たち緊急召集の映像＆「愛しか武器がない」発売日（12月5日）の告知 | 番組冒頭でラストアイドル敗者たち緊急召集の映像＆「愛しか武器がない」発売日（12月5日）の告知 | 番組冒頭でラストアイドル敗者たち緊急召集の映像＆「愛しか武器がない」発売日（12月5日）の告知 | 番組冒頭でラストアイドル敗者たち緊急召集の映像＆「愛しか武器がない」発売日（12月5日）の告知 | 残り挑戦者数が今回含め3人であることが告知された 審査員の判定が男女で割れた                                                                                         |
| 18(50) | 9月9日  | × 18 首藤百慧 | キスは待つしかないのでしょうか? （HKT48） | ○ No.5 佐佐木一心(2) | 青春フォトグラフ （Little Glee Monster） | 千秋、中森明夫(2)、ブラザートム、高田あゆみ | 2（千秋、高田） | 残り挑戦者数が今回含め3人であることが告知された 審査員の判定が男女で割れた                                                                                         |
| 18(50) | 9月9日  | テロップで1期生4th＆2期生5thシングルWEB盤イベントとして「1期生＆2期生 合同握手会」開催決定!告知 秋イベント9月15日スタート決定の告知                                                                                         | | | | | | 残り挑戦者数が今回含め3人であることが告知された 審査員の判定が男女で割れた                                                                                         |
| 19(51) | 9月16日 | No.9 上水口姫香が暫定メンバー辞退、過去の敗退者10名で予選を行い、選ばれた2人で敗者復活戦が行われることを発表 | No.9 上水口姫香が暫定メンバー辞退、過去の敗退者10名で予選を行い、選ばれた2人で敗者復活戦が行われることを発表 | No.9 上水口姫香が暫定メンバー辞退、過去の敗退者10名で予選を行い、選ばれた2人で敗者復活戦が行われることを発表 | No.9 上水口姫香が暫定メンバー辞退、過去の敗退者10名で予選を行い、選ばれた2人で敗者復活戦が行われることを発表 | No.9 上水口姫香が暫定メンバー辞退、過去の敗退者10名で予選を行い、選ばれた2人で敗者復活戦が行われることを発表 | No.9 上水口姫香が暫定メンバー辞退、過去の敗退者10名で予選を行い、選ばれた2人で敗者復活戦が行われることを発表 | 上水口の辞退経緯は公表されなかった |
| 19(51) | 9月16日 | ○ （先攻）大場結女 | GIVE ME FIVE! （AKB48） | × （後攻）高木美穂 | 夏色のナンシー （早見優） | YOU(2)、マーク・パンサー、大森靖子、吉田豪 | 2（マーク、大森） | 上水口の辞退経緯は公表されなかった |
| 19(51) | 9月16日 | 1期生の4thシングル「Everything will be all right」イベント告知 | | | | | | 上水口の辞退経緯は公表されなかった |
| 20(52) | 9月23日 | × 19 宇田川桜夢 | Follow Me （E-Girls） | ○ No.3 田中佑奈 | この恋はトランジット （Someday Somewhere） | YOU、マーク・パンサー、大森靖子、吉田豪 | 0 | 10分遅れ |
| 21(53) | 9月30日 | × 20 白石真菜 | 仮契約のシンデレラ （私立恵比寿中学） | ○ No.1 橋本桃呼 | それでも好きだよ （指原莉乃） | YOU、マーク・パンサー、大森靖子(2)、吉田豪 | 1（吉田） | サードシーズン最終回 最終対決 10分遅れ |
| 21(53) | 9月30日 | 正式メンバーによる“愛しか武器がない”フルコーラス披露 | | | | | | サードシーズン最終回 最終対決 10分遅れ |

### 記録
| 項目                               | 記録 | 備考（達成者は達成順、同時達成の場合立ち位置順）                                                                                             |
| ---------------------------------- | ---- | --- |
| 最多防衛                           | 4回  | 水野舞菜 |
| 最多勝利                           | 4回  | 水野舞菜 |
| 暫定メンバー最長在任期間           | 20戦 | 水野舞菜、篠田萌、山本琉愛、町田穂花、延命杏咲実、畑美紗起（いずれも初期メンバーで、そのまま正式決定）                                       |
| 最短試合間隔                       | 0戦  | 水野舞菜（第16、17戦が連戦） |
| 最長試合間隔                       | 13戦 | 田中佑奈（第6〜19戦間） |
| 最多試合数                         | 4回  | 水野舞菜 |
| 完全試合 (4票)                     | 10戦 | 山本琉愛(3)、畑美紗起、下間花梨、木﨑千聖、上水口姫香、佐佐木一心、水野舞菜、田中佑奈                                                        |
| 逆転勝利 (1票)                     | 3戦  | 佐佐木一心、水野舞菜、橋本桃呼 （担当審査員は吉田豪、宇野常寛、竹中夏海）                                                                    |
| 惜敗 (3票)                         | 3戦  | 木﨑千聖、加藤ひまり、篠原望 |
| 接戦 (2票)                         | 4戦  | 勝者 : 水野舞菜、栗田麻央、田中佑奈、佐佐木一心／敗者 : 本城珠莉亜、河田梨帆、高橋美海、首藤百慧 （担当審査員は吉田豪、zopp、YOU、中森明夫） |
| 最多被指名回数 (暫定メンバー個人)  | 4回  | 水野舞菜 |
| 最少被指名回数 (暫定メンバー個人） | 0回  | 篠田萌、延命杏咲実、大場結女、下間花梨、栗田麻央                                                                                             |
| 最多被指名回数 (立ち位置)          | 4回  | 2番（水野舞菜4回） 5番（木﨑千聖2回、佐佐木一心2回）                                                                                         |
| 最少被指名回数 (立ち位置)          | 0回  | 4番（篠田萌) 8番（延命杏咲実） |
| 最多被指名回数 (審査員個人)        | 2回  | 吉田豪、宇野常寛、竹中夏海、中森明夫、YOU、大森靖子                                                                                          |
| 最多被指名回数 (審査員席)          | 7回  | 司会側から2番目（吉田豪（2）、中森明夫(2)、zopp、竹中夏海、マーク・パンサー）                                                                |
| 最少被指名回数 (審査員席)          | 4回  | 司会側から4番目（宇野常寛（2）、こぎみいい（バグベア）、高田あゆみ）                                                                         |

### 暫定メンバーの変遷
氏名は開始時メンバー。氏名は決定メンバー。氏名横の◆はバトル未経験者。
| 放送回→  | 放送回→  | 1            | 2            | 3            | 3            | 4            | 4            | 5            | 6            | 7            | 8            | 9            | 10           | 11           | 12           | 15           | 16           | 17           | 17           | 18           | 19           | 20           | 21           |
| （通算） | （通算） | 33           | 34           | 35           | 35           | 36           | 36           | 37           | 38           | 39           | 40           | 41           | 42           | 43           | 44           | 47           | 48           | 49           | 49           | 50           | 51           | 52           | 53           |
| 挑戦者→  | 挑戦者→  | -            | 1            | 2            | 3            | 4            | 5            | 6            | 7            | 8            | 9            | 10           | 11           | 12           | 13           | 15           | 16           | 14           | 17           | 18           | 復           | 19           | 20           |
| -------- | -------- | ------------ | ------------ | ------------ | ------------ | ------------ | ------------ | ------------ | ------------ | ------------ | ------------ | ------------ | ------------ | ------------ | ------------ | ------------ | ------------ | ------------ | ------------ | ------------ | ------------ | ------------ | ------------ |
| 立ち位置 | No.1     | 篠原望       | 篠原望       | 篠原望       | 篠原望       | 篠原望       | 篠原望       | 篠原望       | 篠原望       | 篠原望       | 篠原望       | 篠原望       | 篠原望       | 篠原望       | 篠原望       | 篠原望       | 橋本桃呼     | 橋本桃呼     | 橋本桃呼     | 橋本桃呼     | 橋本桃呼     | 橋本桃呼     | 橋本桃呼     |
| 立ち位置 | No.2     | 水野舞菜     | 水野舞菜     | 水野舞菜     | 水野舞菜     | 水野舞菜     | 水野舞菜     | 水野舞菜     | 水野舞菜     | 水野舞菜     | 水野舞菜     | 水野舞菜     | 水野舞菜     | 水野舞菜     | 水野舞菜     | 水野舞菜     | 水野舞菜     | 水野舞菜     | 水野舞菜     | 水野舞菜     | 水野舞菜     | 水野舞菜     | 水野舞菜     |
| 立ち位置 | No.3     | 高橋美海     | 高橋美海     | 高橋美海     | 高橋美海     | 高橋美海     | 高橋美海     | 田中佑奈     | 田中佑奈     | 田中佑奈     | 田中佑奈     | 田中佑奈     | 田中佑奈     | 田中佑奈     | 田中佑奈     | 田中佑奈     | 田中佑奈     | 田中佑奈     | 田中佑奈     | 田中佑奈     | 田中佑奈     | 田中佑奈     | 田中佑奈     |
| 立ち位置 | No.4     | 篠田萌 ◆     | 篠田萌 ◆     | 篠田萌 ◆     | 篠田萌 ◆     | 篠田萌 ◆     | 篠田萌 ◆     | 篠田萌 ◆     | 篠田萌 ◆     | 篠田萌 ◆     | 篠田萌 ◆     | 篠田萌 ◆     | 篠田萌 ◆     | 篠田萌 ◆     | 篠田萌 ◆     | 篠田萌 ◆     | 篠田萌 ◆     | 篠田萌 ◆     | 篠田萌 ◆     | 篠田萌 ◆     | 篠田萌 ◆     | 篠田萌 ◆     | 篠田萌 ◆     |
| 立ち位置 | No.5     | 木﨑千聖     | 木﨑千聖     | 木﨑千聖     | 木﨑千聖     | 木﨑千聖     | 木﨑千聖     | 木﨑千聖     | 木﨑千聖     | 木﨑千聖     | 木﨑千聖     | 木﨑千聖     | 佐佐木一心   | 佐佐木一心   | 佐佐木一心   | 佐佐木一心   | 佐佐木一心   | 佐佐木一心   | 佐佐木一心   | 佐佐木一心   | 佐佐木一心   | 佐佐木一心   | 佐佐木一心   |
| 立ち位置 | No.6     | 山本琉愛     | 山本琉愛     | 山本琉愛     | 山本琉愛     | 山本琉愛     | 山本琉愛     | 山本琉愛     | 山本琉愛     | 山本琉愛     | 山本琉愛     | 山本琉愛     | 山本琉愛     | 山本琉愛     | 山本琉愛     | 山本琉愛     | 山本琉愛     | 山本琉愛     | 山本琉愛     | 山本琉愛     | 山本琉愛     | 山本琉愛     | 山本琉愛     |
| 立ち位置 | No.7     | 町田穂花     | 町田穂花     | 町田穂花     | 町田穂花     | 町田穂花     | 町田穂花     | 町田穂花     | 町田穂花     | 町田穂花     | 町田穂花     | 町田穂花     | 町田穂花     | 町田穂花     | 町田穂花     | 町田穂花     | 町田穂花     | 町田穂花     | 町田穂花     | 町田穂花     | 町田穂花     | 町田穂花     | 町田穂花     |
| 立ち位置 | No.8     | 延命杏咲実 ◆ | 延命杏咲実 ◆ | 延命杏咲実 ◆ | 延命杏咲実 ◆ | 延命杏咲実 ◆ | 延命杏咲実 ◆ | 延命杏咲実 ◆ | 延命杏咲実 ◆ | 延命杏咲実 ◆ | 延命杏咲実 ◆ | 延命杏咲実 ◆ | 延命杏咲実 ◆ | 延命杏咲実 ◆ | 延命杏咲実 ◆ | 延命杏咲実 ◆ | 延命杏咲実 ◆ | 延命杏咲実 ◆ | 延命杏咲実 ◆ | 延命杏咲実 ◆ | 延命杏咲実 ◆ | 延命杏咲実 ◆ | 延命杏咲実 ◆ |
| 立ち位置 | No.9     | 上水口姫香   | 上水口姫香   | 上水口姫香   | 上水口姫香   | 上水口姫香   | 上水口姫香   | 上水口姫香   | 上水口姫香   | 上水口姫香   | 上水口姫香   | 上水口姫香   | 上水口姫香   | 上水口姫香   | 上水口姫香   | 上水口姫香   | 上水口姫香   | 上水口姫香   | 上水口姫香   | 上水口姫香   | 大場結女     | 大場結女     | 大場結女     |
| 立ち位置 | No.10    | 畑美紗起     | 畑美紗起     | 畑美紗起     | 畑美紗起     | 畑美紗起     | 畑美紗起     | 畑美紗起     | 畑美紗起     | 畑美紗起     | 畑美紗起     | 畑美紗起     | 畑美紗起     | 畑美紗起     | 畑美紗起     | 畑美紗起     | 畑美紗起     | 畑美紗起     | 畑美紗起     | 畑美紗起     | 畑美紗起     | 畑美紗起     | 畑美紗起     |
| 立ち位置 | No.11    | 小田中穂     | 小田中穂     | 小田中穂     | 小田中穂     | 小田中穂     | 小田中穂     | 小田中穂     | 下間花梨     | 下間花梨     | 下間花梨     | 下間花梨     | 下間花梨     | 下間花梨     | 下間花梨     | 下間花梨     | 下間花梨     | 下間花梨     | 下間花梨     | 下間花梨     | 下間花梨     | 下間花梨     | 下間花梨     |
| 立ち位置 | No.12    | 河田梨帆     | 河田梨帆     | 河田梨帆     | 河田梨帆     | 河田梨帆     | 栗田麻央     | 栗田麻央     | 栗田麻央     | 栗田麻央     | 栗田麻央     | 栗田麻央     | 栗田麻央     | 栗田麻央     | 栗田麻央     | 栗田麻央     | 栗田麻央     | 栗田麻央     | 栗田麻央     | 栗田麻央     | 栗田麻央     | 栗田麻央     | 栗田麻央     |

### 司会
- カンニング竹山（メイン進行）

### 審査員
審査方法はセカンドシーズンまでを踏襲している。2人組の音楽ユニットであるバグベアが審査に加わった際、審査員席が5席となった。バグベアが指名される際は2人のうち一方のみとなるが、指名されなかった際に公表されるジャッジは2人がまとめられるなど、変則的な扱いとなっていた。また、このシーズンでは強化合宿が行われ、ここでも入れ替えバトルが実施された。合宿での入れ替えバトルは野外で観客非公開で行われ、審査員は通常より1人少ない3人となっていた。

## ラストアイドル in AbemaTV (2018年6月3日 - 8月26日)
サードシーズン期間中の2018年5月13日の放送最後でラストアイドル1期生の新プロジェクトとして、「プロデューサーバトル第2弾」と称し、セカンドシーズン同様、5つのユニットを異なるプロデューサーが担当した上での表題曲バトルを行うことが発表された。結果として、勝利ユニット歌唱曲は4thシングル表題曲、敗退ユニット歌唱曲はカップリング曲となった。
番組タイトルの通り、本シーズンはAbemaTV GOLDchで配信された。モバイルサイトではこのシーズンを「SEASON Abema」とも表記している。
配信開始に先立ち、2018年5月27日（日）19時 - 20時にAbemaTV GOLDchで「ラストアイドル in AbemaTV #0 〜新章スタート直前！総復習SP〜」と題してセカンドシーズンを中心としたダイジェスト版が配信された。また、配信終了後、地上波の2018年10月7日放送分で「プロデューサーバトル第2弾」総集編が放送された。
6月3日第1回から7月8日第6回 (第5戦)まではテレビ朝日本社1階アトリウム内特設ステージからの配信、第7回 (第6戦）配信 以降はテレビ朝日アーク放送センターにステージを移設して配信を行った。
なお、プロデューサバトル第2弾と並行し、SNSバトルとして、5つのユニットが「TikTok」を使っての拡散対決を行うことが2018年7月15日配信で発表された。2018年8月26日配信で結果が発表され、勝利したLove Cocchiには5thシングルの共通カップリング曲を歌う権利が与えられた。

### プロデューサーバトル第2弾 対戦方式と審査
セカンドシーズン同様、5ユニットの総当たり戦と上位3ユニットによるステップラダー式の決勝トーナメントを行う。プロデューサーは、織田哲郎と小室哲哉に代わり、新たに後藤次利と近田春夫が加わった。なお、勝敗は審査員の判断だけでなく、視聴者投票数も加味する。テレビ放映版、特に、プロデューサー対決を行ったセカンドシーズンとは以下の点で異なる。
- 対戦するユニットは、前回配信時に予告されるが、対戦の先攻後攻は、番組開始時にジャンケンで決定される。
- 勝者は、審査員2名が持つ一票ずつと視聴者投票（AbemaTV　GOLDch 視聴者のみ）の投票結果による一票による、計3票の多数決で決まる。
- 第11回（8月12日配信）の冒頭で総当たり戦の結果勝ち数が同じとなったユニットが複数存在した場合、直接対決時の勝ち負けで優劣をつけることが公表された。しかしながら、同回の対戦の結果、同率2位(2勝2敗)が3ユニット並び、かつ直接対決の勝敗が三すくみとなったため、翌週の第12回（8月19日配信）で行われた準決勝は3ユニットの対決で行われることになった[注 50]。

| ユニット                    | プロデューサー | 表題曲候補楽曲               | 表題曲候補楽曲                  | 表題曲候補楽曲 | 表題曲候補楽曲     | 表題曲候補楽曲      | 最終結果   |
| ユニット                    | プロデューサー | 曲題                         | 作詞                            | 作曲           | 編曲               | 振付                | 最終結果   |
| --------------------------- | -------------- | ---------------------------- | ------------------------------- | -------------- | ------------------ | ------------------- | ---------- |
| Good Tears (GT)             | 近田春夫       | へえ、そ〜お？               | 作詞センター                    | 作曲研究所     | 近田春夫・山岸大輔 | PECO                | Type-A c/w |
| Love Cocchi (LC)            | 指原莉乃       | Love Docchi♡                 | 指原莉乃                        | 渡辺尚         | 宅見将典           | 日下このみ（NMB48） | Type-C c/w |
| LaLuce (LL)                 | 後藤次利       | Everything will be all right | GOTO                            | GOTO           | GOTO               | CRE8BOY             | 表題曲     |
| Someday Somewhere (SS)      | 秋元康         | いつの日かどこかで           | 秋元康                          | 小西裕子       | 久下真音           | CRE8BOY             | Type-B c/w |
| シュークリームロケッツ (CR) | つんく♂        | 夜中 動画ばかり見てる…       | つんく Rapアレンジ：Miss Monday | つんく         | 大久保薫           | 山城陽子            | Type-D c/w |

### 配信リスト
- 正式には表題番組には含まれないが、先行配信された「ラストアイドル in AbemaTV #0 〜新章スタート直前！総復習SP〜」も、この項に記す。

| #  | 配信日  | 試合 | 先攻ユニット | 後攻ユニット | 審査員 (開票順) | 先攻ユニット 票数 | 後攻ユニット 票数 | 先攻U 視聴者投票率 | 後攻U 視聴者投票率 | 備考 |
| -- | ------- | --- | --- | --- | --- | --- | --- | --- | --- | --- |
| 0  | 5月27日 | 「ラストアイドル in AbemaTV #0 〜新章スタート直前！総復習SP〜」と称してセカンドシーズンを中心としたダイジェストを配信。 | 「ラストアイドル in AbemaTV #0 〜新章スタート直前！総復習SP〜」と称してセカンドシーズンを中心としたダイジェストを配信。 | 「ラストアイドル in AbemaTV #0 〜新章スタート直前！総復習SP〜」と称してセカンドシーズンを中心としたダイジェストを配信。 | 「ラストアイドル in AbemaTV #0 〜新章スタート直前！総復習SP〜」と称してセカンドシーズンを中心としたダイジェストを配信。 | 「ラストアイドル in AbemaTV #0 〜新章スタート直前！総復習SP〜」と称してセカンドシーズンを中心としたダイジェストを配信。 | 「ラストアイドル in AbemaTV #0 〜新章スタート直前！総復習SP〜」と称してセカンドシーズンを中心としたダイジェストを配信。 | 「ラストアイドル in AbemaTV #0 〜新章スタート直前！総復習SP〜」と称してセカンドシーズンを中心としたダイジェストを配信。 | 「ラストアイドル in AbemaTV #0 〜新章スタート直前！総復習SP〜」と称してセカンドシーズンを中心としたダイジェストを配信。 | 見逃し配信対象外 |
| 1  | 6月3日  | カンニング竹山と吉田豪が生配信で進行。VTRで各ユニットとプロデューサーとの組み合わせ抽選＆初顔合わせを紹介。 | カンニング竹山と吉田豪が生配信で進行。VTRで各ユニットとプロデューサーとの組み合わせ抽選＆初顔合わせを紹介。             | カンニング竹山と吉田豪が生配信で進行。VTRで各ユニットとプロデューサーとの組み合わせ抽選＆初顔合わせを紹介。             | カンニング竹山と吉田豪が生配信で進行。VTRで各ユニットとプロデューサーとの組み合わせ抽選＆初顔合わせを紹介。             | カンニング竹山と吉田豪が生配信で進行。VTRで各ユニットとプロデューサーとの組み合わせ抽選＆初顔合わせを紹介。             | カンニング竹山と吉田豪が生配信で進行。VTRで各ユニットとプロデューサーとの組み合わせ抽選＆初顔合わせを紹介。             | カンニング竹山と吉田豪が生配信で進行。VTRで各ユニットとプロデューサーとの組み合わせ抽選＆初顔合わせを紹介。             | カンニング竹山と吉田豪が生配信で進行。VTRで各ユニットとプロデューサーとの組み合わせ抽選＆初顔合わせを紹介。             | |
| 2  | 6月10日 | 総当1 | × Love Cocchi | ○ Good Tears | 吉田豪、竹中夏海 | 1(視聴者) | 2（吉田、竹中） | 54.4% | 45.6% | |
| 3  | 6月17日 | 総当2 | ○ LaLuce | × Someday Somewhere | 倉田真由美、竹中夏海 | 3 | 0 | 61.8% | 38.2% | |
| 4  | 6月24日 | 総当3 | × LaLuce | ○ シュークリームロケッツ                                                                                                | 吉田豪、柏原収史 | 0 | 3 | 46.4% | 53.6% | 長月は両ユニットに参加のため、事前に先攻・後攻決めが行われた                                                           |
| 5  | 7月1日  | 総当4 | ○ Someday Somewhere | × Good Tears | ピエール中野、竹中夏海                                                                                                  | 3 | 0 | 63.9% | 36.1% | Someday Somewhereはセカンドシーズン含め通算初勝利                                                                      |
| 6  | 7月8日  | 総当5 | × シュークリームロケッツ                                                                                                | ○ Love Cocchi | 竹中夏海、吉田豪 | 1（視聴者） | 2（竹中、吉田） | 53.9% | 46.1% | 指原莉乃はセカンドシーズン含めプロデューサーとして通算初勝利                                                           |
| 7  | 7月15日 | 総当6 | × Good Tears | ○ シュークリームロケッツ                                                                                                | ギュウゾウ、倉田真由美                                                                                                  | 1（ギュウゾウ） | 2（視聴者、倉田） | 27.1% | 72.9% | Tik Tokを使ったSNSバトルの詳細が発表された 今シーズンで初めて審査員の票が割れた                                        |
| 8  | 7月22日 | 総当7 | × Love Cocchi | ○ Someday Somewhere | 竹中夏海、柏原収史 | 0 | 3 | 47.4% | 52.6% | Love Cocchiは総当たり戦首位の可能性が消滅                                                                              |
| 9  | 7月29日 | 総当8 | × Good Tears【最終戦】                                                                                                  | ○ LaLuce | 吉田豪、倉田真由美 | 0 | 3 | 30.8% | 69.2% | Good Tearsは総当たり戦敗退が決定                                                                                       |
| 10 | 8月5日  | 総当9 | × Someday Somowhere【最終戦】                                                                                           | ○ シュークリームロケッツ【最終戦】                                                                                      | 西寺郷太、ギュウゾウ | 1（ギュウゾウ） | 2（視聴者、西寺） | 30.5% | 69.5% | シュークリームロケッツは決勝トーナメント進出決定 Someday Somewhereは総当たり戦首位の可能性が消滅                       |
| 11 | 8月12日 | 総当終(10) | × LaLuce【最終戦】 | ○ Love Cocchi【最終戦】                                                                                                 | 高田あゆみ、西寺郷太 | 1(視聴者) | 2(高田、西寺) | 56.3% | 43.7% | シュークリームロケッツは決勝シード進出決定 LaLuce、Love Cocchi、Someday Somewhereの3ユニットが準決勝に回る             |
| 12 | 8月19日 | 準決勝 | ×【同率2位】Love Cocchi／○【同率2位】LaLuce／×【同率2位】Someday Somewhere                                              | ×【同率2位】Love Cocchi／○【同率2位】LaLuce／×【同率2位】Someday Somewhere                                              | 大森靖子、柏原収史 | 1(柏原) ／ 2(視聴者、大森)／ 0                                                                                          | 1(柏原) ／ 2(視聴者、大森)／ 0                                                                                          | 22.5% ／ 58.2% ／ 19.3%                                                                                                 | 22.5% ／ 58.2% ／ 19.3%                                                                                                 | 決勝進出を掛けて三つ巴戦、1ユニットのみが決勝進出 カンニング竹山のくじ引きにより視聴者投票を獲得したユニットが決勝進出 |
| 13 | 8月26日 | 決勝 | ○【勝ち上がり】LaLuce                                                                                                   | ×【1位】シュークリームロケッツ                                                                                          | 吉田豪、高田あゆみ | 3 | 0 | 59.3% | 40.7% | ラストアイドル in AbemaTV最終回 長月は両ユニットに参加のため、#4同様事前に先攻・後攻決めが行われた                     |
| 13 | 8月26日 | 勝利ユニット “LaLuce” による4thシングル表題曲 “Everything will be all right” をフルコーラス披露 (楽曲に携わった後藤次利、マーティ・フリードマンが参加) SNSによるTikTokバトルに勝利したユニット “Love Cocchi” に共通カップリング曲が決定（タイトルは後日、“いつかキスするその日が来ても”と発表） | | | | | | | | ラストアイドル in AbemaTV最終回 長月は両ユニットに参加のため、#4同様事前に先攻・後攻決めが行われた                     |

### プロデューサーバトル第2弾 勝敗表
総当たり戦勝敗表
| 順位 | プロデューサー | ユニット                    | CR | LC | LL | SS | GT | 勝数 | 負数 | 勝率  | 視聴者票 獲得回数 | 視聴者票 獲得率 | 審査員票 総数 | 審査員票 得票率 | 備考                                        |
| ---- | -------------- | --------------------------- | -- | -- | -- | -- | -- | ---- | ---- | ----- | ----------------- | --------------- | ------------- | --------------- | ------------------------------------------- |
| 1    | つんく♂        | シュークリームロケッツ (CR) |    | ×  | ○  | ○  | ○  | 3    | 1    | 0.750 | 4                 | 1.000           | 4             | 0.500           | 最終戦で(SS)に勝ち決勝T決勝シードへ進出決定 |
| 2    | 指原莉乃       | Love Cocchi (LC)            | ○  |    | ○  | ×  | ×  | 2    | 2    | 0.500 | 1                 | 0.250           | 4             | 0.500           | 最終戦で(LL)に勝ち決勝T準決勝へ進出決定     |
| 2    | 後藤次利       | LaLuce (LL)                 | ×  | ×  |    | ○  | ○  | 2    | 2    | 0.500 | 3                 | 0.750           | 4             | 0.500           | 最終戦で(LC)に敗れ決勝T準決勝へ進出決定     |
| 2    | 秋元康         | Someday Somewhere (SS)      | ×  | ○  | ×  |    | ○  | 2    | 2    | 0.500 | 2                 | 0.500           | 5             | 0.625           | (LL)vs(LC)の結果により決勝T準決勝へ進出決定 |
| 5    | 近田春夫       | Good Tears (GT)             | ×  | ○  | ×  | ×  |    | 1    | 3    | 0.250 | 0                 | 0.000           | 3             | 0.375           | 最終戦で(LL)に敗れ予選敗退決定              |

決勝トーナメント勝敗表
|  | 準決勝          | 準決勝            | 準決勝 |  |  | 決勝           | 決勝                   | 決勝 |
|  |                 |                   |        |  |  |                |                        |      |
|  |                 |                   |        |  |  | 総当たり戦 1位 | シュークリームロケッツ | ×    |
|  | 総当戦 同率 2位 | LaLuce            | ○      |  |  | 準決勝勝者     | LaLuce                 | ○    |
|  | 総当戦 同率 2位 | Love Cocchi       | ×      |  |  |                |                        |      |
|  | 総当戦 同率 2位 | Someday Somewhere | ×      |  |  |                |                        |      |

### 記録
| 項目                   | 記録  | 備考（達成ユニットは達成順）                                                       |
| ---------------------- | ----- | ---------------------------------------------------------------------------------- |
| 完全試合 (3票獲得)     | 6戦   | [総当り] LaLuce（2）、Someday Somewhere（2）、シュークリームロケッツ [決勝] LaLuce |
| 視聴者票獲得による勝利 | 3戦   | [総当り] シュークリームロケッツ（2） [準決勝] LaLuce                               |
| 審査員票のみによる勝利 | 3戦   | [総当り] Love Cocchi（2）、Good Tears                                              |
| 最多視聴者得票率       | 72.9% | シュークリームロケッツ                                                             |

### 司会
- カンニング竹山（メイン進行）
- 三谷紬（アシスタント、テレビ朝日アナウンサー）

### 審査員
3ユニット戦になった準決勝を除き、審査方法はテレビ放送版とは異なり多数決制を取っている。生配信中の視聴者投票で多数を得たユニットが1票を獲得。さらに審査員2名が各1票ずつを投じる。これら3票のうち、より多くの票を得たユニットが勝者となる。なお、当番組はAbema GOLD chと臨時GOLD chで同時配信されているが、投票できるチャンネルは前者のみとなる。

## フォースシーズン 〜ラスアイ、よろしく！〜 (2018年10月14日 - 2019年9月29日)
サードシーズン最終回の2018年9月30日の放送最後でフォースシーズン放映が発表された。2018年10月7日の放送最後でフォースシーズンはバラエティ番組『ラスアイ、よろしく！〜ラストアイドル 4th season（フォースシーズン）』として放映されることが発表された。
番組では1期生22名、2期生正式メンバー12名に加え、2期生バトル敗退者から諸事情で参加しなかった2名を除いた18名が2期生のアンダーメンバーとして加わり、総勢52名体制で様々なことに挑む。従前のバトル型式とは全く異なり、全メンバー参加型のバラエティー番組型式に改変された。

2019年1月13日放送回からは、日本体育大学名誉教授の清原伸彦を迎え、「歩く芸術」と言われる団体行動パフォーマンス特訓の模様が放映された。なお、団体行動の演技は、3月23・24日に、神奈川県・川崎市とどろきアリーナで開催された、B.LEAGUEの「川崎ブレイブサンダース対レバンガ北海道」戦のハーフタイムショーで披露された。6月放送分からは、大阪府立登美丘高校ダンス部のコーチであるakaneを迎え、新曲のために、メンバーが3ヶ月間で高難度のダンスをマスターするまでが放送された。

### 司会
- おぎやはぎ（小木博明、矢作兼）（メイン進行）

ゲストMC
- 大西洋平、林美桜（テレビ朝日アナウンサー）
- カンニング竹山

ラスアイ、よろしく！の司会のおぎやはぎが2019年1月の「歩く芸術」企画開始以後に登場したのは1回だけであり、実質2人が担当したのは2018年放送分までであった。その後は基本的に司会が置かれず、企画によってはテレビ朝日アナウンサーの大西、林や、サードシーズン・in AbemaTVを担当したカンニング竹山がゲストMCとして参加している。

### 放送リスト
- 便宜上、2018年10月7日放送分も、この項に記す。

| #       | 放送日         | 放送内容                                                                                | ゲスト出演者    | 備考          |
| ------- | -------------- | --------------------------------------------------------------------------------------- | --------------- | ------------- |
| - (54)  | 2018年10月7日  | 特別編と称した、ラストアイドル in AbemaTV の「プロデューサーバトル第2弾」総集編         |                 |               |
| 1(55)   | 2018年10月14日 | 『カメラを止めんなよ!ワンカット自己紹介』『アイドルいけすパン食いバトル！』             |                 |               |
| 2(56)   | 2018年10月21日 | 『4thシングル発売直前スペシャル!LaLuce立ち位置バカ1番決定戦！』                         | いとうあさこ    |               |
| 3(57)   | 2018年10月28日 | 『ラストアイドル立ち位置バカ1番決定戦!予選Aブロック』                                   | いとうあさこ    | 2時間25分遅れ |
| 4(58)   | 2018年11月11日 | 『ラストアイドル立ち位置バカ1番決定戦!予選Bブロック』                                   | いとうあさこ    |               |
| 5(59)   | 2018年11月18日 | 『ラストアイドル立ち位置バカ1番決定戦!決勝戦』                                          | いとうあさこ    | 30分遅れ      |
| 6(60)   | 2018年11月25日 | 『ラストアイドル2期生SP』                                                               |                 |               |
| 7(61)   | 2018年12月2日  | 『5thシングル「愛しか武器がない」発売記念ラストアイドル2期生料理対決』                  | 吉田豪          |               |
| 8(62)   | 2018年12月9日  | 『オレ流グルメ女王決定戦 前半』                                                         | 吉田豪          |               |
| 9(63)   | 2018年12月16日 | 『オレ流グルメ女王決定戦 後半』                                                         | 吉田豪          |               |
| 10(64)  | 2018年12月23日 | 『シュークリームロケッツ台湾ライブ密着SP』                                              |                 |               |
| 11(65)  | 2019年1月13日  | 『ラストアイドルが団体行動＝歩く芸術に挑戦!』（団体行動の合宿）                         | 清原伸彦        |               |
| 12(66)  | 2019年1月20日  | 『ラストアイドルが団体行動＝歩く芸術に挑戦!』（団体行動の合宿）                         | 清原伸彦        | 25分遅れ      |
| 13(67)  | 2019年1月27日  | 『ラストアイドルが団体行動＝歩く芸術に挑戦!』（団体行動の合宿）                         | 清原伸彦        |               |
| 14(68)  | 2019年2月3日   | 『ラストアイドルが団体行動＝歩く芸術に挑戦!』（団体行動の合宿）                         | 清原伸彦        |               |
| 15(69)  | 2019年2月10日  | 『ラストアイドルが団体行動＝歩く芸術に挑戦!』（団体行動の合宿）                         | 清原伸彦        |               |
| 16(70)  | 2019年2月17日  | 『ラストアイドルが団体行動＝歩く芸術に挑戦!』（団体行動の合宿）                         | 清原伸彦        |               |
| 17(71)  | 2019年2月24日  | 『ラストアイドルが団体行動＝歩く芸術に挑戦!』（団体行動の合宿）                         | 清原伸彦        |               |
| 18(72)  | 2019年3月3日   | 『ラストアイドルが団体行動＝歩く芸術に挑戦!』（団体行動の合宿）                         | 清原伸彦        |               |
| 19(73)  | 2019年3月10日  | 『ラストアイドルが団体行動＝歩く芸術に挑戦!』（団体行動の合宿）                         | 清原伸彦        | 10分遅れ      |
| 20(74)  | 2019年3月17日  | 『ラストアイドルが団体行動＝歩く芸術に挑戦!』（団体行動の合宿）                         | 清原伸彦        |               |
| 21(75)  | 2019年3月24日  | 『ラストアイドルが団体行動＝歩く芸術に挑戦!』（団体行動の合宿）                         | 清原伸彦        |               |
| 22(76)  | 2019年3月31日  | 『ラストアイドルが団体行動＝歩く芸術に挑戦!』（団体行動の合宿）                         | 清原伸彦        |               |
| 23(77)  | 2019年4月7日   | 『ラストアイドルが団体行動＝歩く芸術に挑戦!』（団体行動の合宿）                         | 清原伸彦        |               |
| 24(78)  | 2019年4月14日  | 『ラストアイドルが団体行動＝歩く芸術に挑戦!』（団体行動の合宿）                         | 清原伸彦        |               |
| 25(79)  | 2019年4月21日  | 『ラストアイドルが団体行動＝歩く芸術に挑戦!』（団体行動の合宿）                         | 清原伸彦        |               |
| 26(80)  | 2019年4月28日  | 『ラストアイドルが団体行動＝歩く芸術に挑戦!』（団体行動の合宿）                         | 清原伸彦        |               |
| 27(81)  | 2019年5月5日   | 『アイドル達の面白映像を大公開!』                                                       | 清原伸彦        |               |
| 28(82)  | 2019年5月12日  | 『大白熱!ラスアイ春の大運動会開催』 （#84 一部『Mステへの道』）                         | 大西洋平 林美桜 |               |
| 29(83)  | 2019年5月19日  | 『大白熱!ラスアイ春の大運動会開催』 （#84 一部『Mステへの道』）                         | 大西洋平 林美桜 |               |
| 30(84)  | 2019年5月26日  | 『大白熱!ラスアイ春の大運動会開催』 （#84 一部『Mステへの道』）                         | 大西洋平 林美桜 |               |
| 31(85)  | 2019年6月2日   | 『大白熱!ラスアイ春の大運動会開催』 （#84 一部『Mステへの道』）                         | 大西洋平 林美桜 |               |
| 32(86)  | 2019年6月9日   | 『ラスアイ新企画始動!ダンスパフォーマンスバトル』（史上最高難度のダンスパフォーマンス） | akane           |               |
| 33(87)  | 2019年6月16日  | 『ラスアイ新企画始動!ダンスパフォーマンスバトル』（史上最高難度のダンスパフォーマンス） | akane           |               |
| 34(88)  | 2019年6月23日  | 『ラスアイ新企画始動!ダンスパフォーマンスバトル』（史上最高難度のダンスパフォーマンス） | akane           |               |
| 35(89)  | 2019年6月30日  | 『ラスアイ新企画始動!ダンスパフォーマンスバトル』（史上最高難度のダンスパフォーマンス） | akane           |               |
| 36(90)  | 2019年7月7日   | 『ラスアイ特技認定委員会』                                                              | カンニング竹山  |               |
| 37(91)  | 2019年7月14日  | 『ラスアイ新企画始動!ダンスパフォーマンスバトル』（史上最高難度のダンスパフォーマンス） | akane           |               |
| 38(92)  | 2019年7月28日  | 『ラスアイ新企画始動!ダンスパフォーマンスバトル』（史上最高難度のダンスパフォーマンス） | akane           |               |
| 39(93)  | 2019年8月11日  | 『ラスアイ新企画始動!ダンスパフォーマンスバトル』（史上最高難度のダンスパフォーマンス） | akane           |               |
| 40(94)  | 2019年8月18日  | 『ラスアイ新企画始動!ダンスパフォーマンスバトル』（史上最高難度のダンスパフォーマンス） | akane           |               |
| 41(95)  | 2019年8月25日  | 『ラスアイ新企画始動!ダンスパフォーマンスバトル』（史上最高難度のダンスパフォーマンス） | akane           |               |
| 42(96)  | 2019年9月1日   | 『“青春トレイン”PV撮影現場に完全密着SP!』                                               | akane 池田一真  |               |
| 43(97)  | 2019年9月8日   | 『さいたまスーパーアリーナ「歩く芸術＆最高難度ダンス」完全密着SP！』                    | 清原伸彦        |               |
| 44(98)  | 2019年9月15日  | 『ラスアイ新企画始動!ダンスパフォーマンスバトル』（史上最高難度のダンスパフォーマンス） | akane           |               |
| 45(99)  | 2019年9月22日  | 『ラスアイ特技認定委員会』                                                              | カンニング竹山  |               |
| 46(100) | 2019年9月29日  | 『ラスアイ特技認定委員会』                                                              | カンニング竹山  |               |

## ラストアイドル 〜ラスアイ、よろしく！〜 (2019年10月3日 - 2022年3月26日)
2019年秋改編でテレビ朝日での放送時間が水曜深夜の「ネオバラ3」枠内に移動。このシーズンからローカルセールス枠に移動となり、系列局は遅れネットもしくは番組終了となった。なお、AbemaTV、テレ朝動画、TELASA、TVerで無料配信を行うため、インターネット環境があれば引き続き全国で視聴することが可能である。AbemaTV版は「アベマオリジナル」と題し、地上波未公開映像が追加されている。2020年10月より、毎週土曜1時20分 - 1時50分（金曜深夜）に枠移動するが、月1回『朝まで生テレビ!』（全国ネット）の放送時には休止が発生するようになった。
水曜深夜枠に移動後、2019年は主にラストアイドルがコスプレに挑戦する「ラスアイドール」、2020年は8thシングル「愛を知る」の選抜オーディションバトル、コロナ影響下を反映したメンバー自宅からのリモート企画、アクション監督の田渕景也を迎えた『ラストアイドル「殺陣プロジェクト」』等が放送された。2021年はボリウッドダンサーの関本恵子を迎えてボリウッドダンスに挑戦した10thシングル関連企画、クイズに正解したメンバーだけが絶品料理を口にすることができる「二択の食卓」、11thシングル関連企画等が放送された。
2022年5月31日をもってラストアイドルがグループ自体の活動を終了するのに伴い、2022年3月26日の放送をもって番組終了。

### 司会
- 霜降り明星（せいや、粗品）（メイン進行）[注 68]

### 放送リスト
| #        | 放送日         | 放送内容 | アベマオリジナル内容                                                                              | 備考                                         |
| -------- | -------------- | --- | ------------------------------------------------------------------------------------------------- | -------------------------------------------- |
| 1(101)   | 2019年10月2日  | 『ラスアイドール 〜メイドカフェ店員〜』                                                                                                | メイドカフェ店員に挑戦した4人の私服姿を公開                                                       | この回からテレビ朝日では水曜深夜放送         |
| 2(102)   | 2019年10月9日  | 『ラスアイドール 〜キャビンアテンダント〜』                                                                                            | キャビンアテンダントに挑戦した4人の私服姿を公開                                                   |                                              |
| 3(103)   | 2019年10月16日 | 『ラスアイドール 〜ナース〜』 | ナースに挑戦した4人の私服姿を公開                                                                 |                                              |
| 4(104)   | 2019年10月23日 | 『ラスアイドール 〜くノ一〜』 | くノ一に挑戦した4人の私服姿を公開&メイドカフェ店員なりきり常識度チェック                          |                                              |
| 5(105)   | 2019年11月6日  | 『ラスアイドール 〜チャイナドレス〜』                                                                                                  | チャイナドレス姿に変身する西村歩乃果に密着                                                        |                                              |
| 6(106)   | 2019年11月13日 | 『ラスアイドール 〜ラスアイポリス〜』                                                                                                  | ラスアイポリスに挑戦した4人の私服姿を公開                                                         |                                              |
| 7(107)   | 2019年11月20日 | 『近況報告SP!阿部菜々実の痛い話＆西村歩乃果の新発見』                                                                                  | 放送に入り切らなかった近況報告                                                                    |                                              |
| 8(108)   | 2019年11月27日 | 『ラスアイドール 〜ミリタリー〜 風船爆弾にみんなパニック!?』                                                                           | ミリタリー姿に変身する長月翠に密着                                                                |                                              |
| 9(109)   | 2019年12月4日  | 『ラスアイドール 〜バスガイド〜 英語案内でハプニング発生!?』                                                                           | バスガイドに挑戦した4人の私服姿を公開                                                             |                                              |
| 10(110)  | 2019年12月11日 | 『ラスアイドール 〜テニスプレイヤー〜 メンバーがビショビショに!?』                                                                     | テニスプレイヤーに変身する安田愛里に密着                                                          |                                              |
| 11(111)  | 2019年12月18日 | 『ラスアイドール 〜サンタクロース〜 クリスマスプレゼントとは!?』                                                                       | サンタクロースに挑戦した4人の近況報告                                                             |                                              |
| SP       | 2019年12月27日 | 『ラストアイドル 挑戦の軌跡』 |                                                                                                   |                                              |
| 12(112)  | 2020年1月8日   | 『ラスアイドール 〜スポーツ選手〜 上体そらしに挑戦!?』                                                                                 | チーム対抗!ラスアイゲームサバイバル（サンタクロースチーム&スポーツ選手チーム編）                  |                                              |
| 13(113)  | 2020年1月15日  | 『2周年記念クリスマスコンサート舞台裏完全密着SP』                                                                                      | 舞台裏レポート未公開シーン                                                                        |                                              |
| 14(114)  | 2020年1月22日  | 『2周年記念クリスマスコンサートに霜降りせいやが乱入SP』                                                                                | 舞台裏レポート未公開シーン                                                                        |                                              |
| 15(115)  | 2020年1月29日  | 『ラスアイドール 〜海賊〜 「実家にテレフォンクイズ」』                                                                                 | 海賊に挑戦した4人の近況報告                                                                       |                                              |
| 16(116)  | 2020年2月5日   | 『8thシングル表題曲 選抜オーディションバトル』                                                                                         | 選抜オーディション裏側密着                                                                        |                                              |
| 17(117)  | 2020年2月12日  | 『8thシングル表題曲 選抜オーディションバトル後半戦』                                                                                   | 選抜オーディション裏側密着                                                                        |                                              |
| 18(118)  | 2020年2月19日  | 『8thシングル表題曲 選抜オーディションバトル結果発表』                                                                                 | 審査員による総評&一言パフォーマンス一挙大公開                                                     |                                              |
| 19(119)  | 2020年2月26日  | 『ラスアイドール 〜ロリータ〜 甘〜い接客に挑戦!』                                                                                      | チーム対抗!ラスアイゲームサバイバル（海賊チーム&ロリータチーム編）                                |                                              |
| 20(120)  | 2020年3月4日   | 『ラスアイドール 〜なりきり女王決定戦〜 憧れの職業に変身!』                                                                            | 未公開トーク集                                                                                    |                                              |
| 21(121)  | 2020年3月11日  | 『8thシングル「愛を知る」ダンスレッスンに完全密着』                                                                                    | ダンス振り入れ編、練習風景の裏側大公開                                                            |                                              |
| 22(122)  | 2020年3月18日  | 『8thシングル「愛を知る」ミュージックビデオ撮影に完全密着』                                                                            | ミュージックビデオ撮影密着未公開シーン                                                            |                                              |
| 23(123)  | 2020年3月25日  | 『8thシングル「愛を知る」レコーデイング＆ジャケット撮影に完全密着』                                                                    | レコーディング密着未公開シーン                                                                    |                                              |
| 24(124)  | 2020年4月1日   | 『メンバーの寝起きドッキリ！』 | ラスアイ卒業式                                                                                    |                                              |
| 25(125)  | 2020年4月8日   | 『ラスアイ グラビアバトル！』 | ラスアイグラビアバトル未公開シーン                                                                |                                              |
| 26(126)  | 2020年4月15日  | 『8thシングル『愛を知る』発売SP！究極の荒行“火渡り“でヒット祈願！』                                                                    | 『愛を知る』ヒット祈願！未公開本音トーク                                                          |                                              |
| 27(127)  | 2020年4月22日  | 『ラスアイメンバーへの“ダメ出し”ランキング！』                                                                                         | akane先生の未公開アンケート大発表                                                                 |                                              |
| 28(128)  | 2020年4月29日  | 『ラスアイメンバーへの“ダメ出し”ランキング！』                                                                                         | akane先生の未公開アンケート大発表                                                                 |                                              |
| 29(129)  | 2020年5月6日   | 『ラスアイメンバーの自宅をリモート家庭訪問』                                                                                           | メンバー自撮りのおうち時間未公開集（料理に挑戦編）                                                |                                              |
| 30(130)  | 2020年5月13日  | 『ラスアイメンバーの自宅をリモート家庭訪問』                                                                                           | メンバー自撮りのおうち時間未公開集（料理に挑戦編）                                                |                                              |
| 31(131)  | 2020年5月20日  | 『ラスアイメンバーの自宅をリモート家庭訪問』                                                                                           | メンバー自撮りのおうち自慢                                                                        |                                              |
| 32(132)  | 2020年5月27日  | 『ラスアイメンバーの自宅をリモート家庭訪問』                                                                                           | メンバー自撮りのおうち自慢&コレクション自慢&特技自慢                                              |                                              |
| 33(133)  | 2020年6月3日   | 『ラスアイメンバーの自宅をリモート家庭訪問』                                                                                           | リモート家庭訪問・籾山ひめり編                                                                    |                                              |
| 34(134)  | 2020年6月10日  | 『「愛を知る」フィンガーダンスに挑戦』                                                                                                 | ラスアイおうち時間                                                                                |                                              |
| 35(135)  | 2020年6月17日  | 『ラスアイメンバーの風呂上がりルーティン』                                                                                             | ラスアイお夜食の時間                                                                              |                                              |
| 36(136)  | 2020年6月24日  | 『ラスアイメンバーの風呂上がりルーティン』                                                                                             | 未公開ラスアイリモートホームワーク                                                                |                                              |
| 37(137)  | 2020年7月1日   | 『メンバー8人による口笛アンサンブル』                                                                                                  | メンバー自慢の超カワイイペット大公開！                                                            |                                              |
| 38(138)  | 2020年7月8日   | 『ラスアイメンバーの風呂上がりルーティン』                                                                                             | メンバー自慢の激かわペット大公開！                                                                |                                              |
| 39(139)  | 2020年7月15日  | 『ラスアイメンバーのお宝写真公開』 | ラスアイ写真館 延長戦                                                                             |                                              |
| 40(140)  | 2020年7月22日  | 『ごめんねラストアイドル スタッフ懺悔録』                                                                                              | セカンドユニット スタジオ初パフォーマンス映像                                                     |                                              |
| 41(141)  | 2020年7月29日  | 『ラストアイドル「殺陣プロジェクト」』                                                                                                 | 「下剋上」を知らされた選抜18人の本音                                                              |                                              |
| 42(142)  | 2020年8月5日   | 『ラストアイドル「殺陣プロジェクト」』                                                                                                 | 「殺陣初練習」を終えた選抜18人の本音                                                              |                                              |
| 43(143)  | 2020年8月12日  | 『ラストアイドル「殺陣プロジェクト」』                                                                                                 | ランク分け直後 メンバーの本音                                                                     |                                              |
| 44(144)  | 2020年8月19日  | 『ラストアイドル「殺陣プロジェクト」』                                                                                                 | 熱刀夏物語〜女剣士誕生〜                                                                          |                                              |
| 45(145)  | 2020年8月26日  | 『ヤンマガ選抜プレゼンツ〜自分だけのプロモーションビデオグランプリ〜』                                                                 | 非選抜メンバーの素振り動画先行公開！！                                                            |                                              |
| 46(146)  | 2020年9月2日   | 『ラストアイドル「殺陣プロジェクト」』                                                                                                 | 熱刀夏物語〜心優しき剣士〜                                                                        |                                              |
| 47(147)  | 2020年9月9日   | 『ラストアイドル「殺陣プロジェクト」』                                                                                                 | 熱刀夏物語〜冬の忘れ物〜                                                                          |                                              |
| 48(148)  | 2020年9月16日  | 『ラストアイドル「殺陣プロジェクト」』                                                                                                 | 熱刀夏物語〜剣士の成長日誌〜                                                                      |                                              |
| 49(149)  | 2020年9月23日  | 『ラストアイドル「殺陣プロジェクト」』                                                                                                 | 入れ替え下剋上バトルを終えた6人の本音                                                             | この回までテレビ朝日では水曜深夜放送、25分枠 |
| 50(150)  | 2020年10月2日  | 『ラストアイドル「殺陣プロジェクト」』                                                                                                 | 熱刀夏物語〜必殺奥義〜                                                                            | この回からテレビ朝日では金曜深夜放送、30分枠 |
| 51(151)  | 2020年10月9日  | 『9thシングル「何人も」ダンスメイキング特集』                                                                                          | 未公開エピソード                                                                                  |                                              |
| 52(152)  | 2020年10月16日 | 『9thシングル「何人も」ミュージックビデオのメイキング映像大公開SP』                                                                    | MV撮影メイキング未公開映像                                                                        |                                              |
| 53(153)  | 2020年10月23日 | 『殺陣プロジェクト感動の本番!完全ノーカットで大公開!』                                                                                 | 大本番終了後のメンバーの感想                                                                      |                                              |
| 54(154)  | 2020年11月6日  | 『「何人も」パフォーマンス映像&裏側大公開とカップリング曲のMV撮影現場密着』                                                            | 殺陣大本番の舞台裏未公開シーン                                                                    |                                              |
| 55(155)  | 2020年11月13日 | 『殺陣プロジェクト・アナザーストーリー「西村歩乃果」編』                                                                               | 個人面談の未公開映像                                                                              |                                              |
| 56(156)  | 2020年11月20日 | 『殺陣プロジェクト・アナザーストーリー「安田愛里＆白石真菜」編』                                                                       | 厳しい殺陣を和ませたメンバーのハプニング映像                                                      |                                              |
| 57(157)  | 2020年12月4日  | 『殺陣プロジェクト・アナザーストーリー「田渕景也」編』                                                                                 | 田渕先生への感謝の言葉 完全版                                                                     |                                              |
| 58(158)  | 2020年12月11日 | 『2021年ラスアイメンバー運気ランキング』                                                                                               | メンバー全員の2021年運勢ランキング大発表                                                          |                                              |
| 59(159)  | 2020年12月18日 | 『ラストアイドル2020年の総決算！』 | ラスアイSNSアカデミー賞                                                                           |                                              |
| 60(160)  | 2020年12月25日 | 『せいや目線で選ぶ2020ラスアイ5大ニュース！』                                                                                          | ラスアイSNSアカデミー賞                                                                           |                                              |
| 61(161)  | 2021年1月8日   | 『2021ラスアイ新たなる挑戦!』 | ボリウッドダンス視聴者投票政見放送                                                                |                                              |
| 62(162)  | 2021年1月15日  | 『ラスアイ、インドを知る!』 | インド人、ラスアイを知る(前半戦)                                                                  |                                              |
| 63(163)  | 2021年1月22日  | 『ボリウッドダンス・ヒロイン候補7人&相手役男性を発表!』                                                                                | インド人、ラスアイを知る(後半戦)                                                                  |                                              |
| 64(164)  | 2021年2月5日   | 『白熱、ボリウッドダンス、センター決定戦への道。最終候補7人が集結!』                                                                   | 7人の課題ダンス動画限定公開                                                                       |                                              |
| 65(165)  | 2021年2月12日  | 『新曲センター決定戦!最終オーディション開幕!』                                                                                         | ボリウッドダンスのアクセサリーを作りたーい(前半戦)                                                |                                              |
| 66(166)  | 2021年2月19日  | 『今夜決定!新曲センターは誰?』 | ボリウッドダンスのアクセサリーを作りたーい(後半戦)                                                |                                              |
| 67(167)  | 2021年3月5日   | 『ラスアイネオカレーパン開発委員会』                                                                                                   | ボリウッドダンスのアクセサリーを作りたーい(ガールズトーク編)                                      |                                              |
| 68(168)  | 2021年3月12日  | 『ラスアイ、インドを知る!』 | ボリウッドメイクをやってみた!（前半編）                                                           |                                              |
| 69(169)  | 2021年3月19日  | 『「君は何キャラット?」密着、西村&せいやダンス振り入れ・レコーディング&ジャケット撮影』                                                | ボリウッドメイクをやってみた!（後半編）                                                           |                                              |
| 70(170)  | 2021年4月2日   | 『「君は何キャラット？」のMV撮影に完全密着』                                                                                           |                                                                                                   |                                              |
| 71(171)  | 2021年4月9日   | 『ラスアイネオカレーパンプロジェクト 大絶賛試食会』                                                                                    |                                                                                                   |                                              |
| 72(172)  | 2021年4月16日  | 『「君は何キャラット？」スタジオパフォーマンス＆MV撮影撮影中の素の姿を大公開』                                                         |                                                                                                   |                                              |
| 73(173)  | 2021年4月23日  | 『メンバーが選ぶ「ラスアイシングルMVベストテン」』                                                                                     |                                                                                                   |                                              |
| 74(174)  | 2021年5月7日   | 『「ラスアイシングルMVベストテン」5位～1位を発表＆Mステ舞台裏』                                                                        |                                                                                                   |                                              |
| 75(175)  | 2021年5月14日  | 『オレトクナインのメンバーに霜降り明星が禁断のドッキリ企画』                                                                           |                                                                                                   |                                              |
| 76(176)  | 2021年5月21日  | 『ラスアイ、インドを知る特別編「リトルインディアふしぎ発見」前半戦』                                                                   |                                                                                                   |                                              |
| 77(177)  | 2021年6月5日   | 『ラスアイ、インドを知る特別編「リトルインディアふしぎ発見」後半戦』                                                                   |                                                                                                   |                                              |
| 78(178)  | 2021年6月12日  | 『新企画！「ラスアイ厨房、二択の食卓」』                                                                                               |                                                                                                   |                                              |
| 79(179)  | 2021年6月19日  | 『「ラスアイ厨房、2択の食卓」東京の極上グルメ』                                                                                        |                                                                                                   |                                              |
| 80(180)  | 2021年7月3日   | 『「ラスアイ厨房、2択の食卓」SNSで話題の映えるチーズ料理』                                                                             |                                                                                                   |                                              |
| 81(181)  | 2021年7月10日  | 『「ラスアイ厨房、2択の食卓」霜降り驚く!魅惑の牛タン料理』                                                                             | 高木美穂・下間花梨の未公開トーク シュークリームロケッツ(オリジナルメンバーとして)最後のライブ公開 |                                              |
| 82(182)  | 2021年7月23日  | 「ラスアイ厨房、2択の食卓」長月ラストバトル!大流行の韓国                                                                               |                                                                                                   |                                              |
| 83(183)  | 2021年8月13日  | 「ラスアイ厨房、2択の食卓」行列ができる映えまくり!たまご                                                                               |                                                                                                   |                                              |
| 84(184)  | 2021年9月3日   | 「ラスアイ厨房、2択の食卓」超豪華!ぷりっぷりっのエビ料理!                                                                              |                                                                                                   |                                              |
| 85(185)  | 2021年9月10日  | 「ラスアイ厨房、2択の食卓」16種類ものトッピングが話題!ラーメンスペシャル!                                                              |                                                                                                   |                                              |
| 86(186)  | 2021年9月17日  | 「ラスアイ厨房、2択の食卓」お刺身を焼肉のように炙る「焼きうお」料理!                                                                   |                                                                                                   |                                              |
| 87(187)  | 2021年10月1日  | 「ラスアイ厨房、2択の食卓」ハンバーグスペシャル!想像絶する美味しさに、ラスアイメンバーが壊れる!?                                       |                                                                                                   |                                              |
| 88(188)  | 2021年10月8日  | 11枚目シングルの選抜メンバーを決めるバトル「496試合を勝ち残れ。ラスアイサバイブ」新たな歴史を刻むバトルが始まる!                       |                                                                                                   |                                              |
| 89(189)  | 2021年10月15日 | 11枚目シングルの選抜メンバーを決めるバトル「496試合を勝ち残れ。ラスアイサバイブ」選抜17名が決定!さらに熾烈な立ち位置バトルが始まる!    |                                                                                                   |                                              |
| 90(190)  | 2021年10月22日 | 11枚目シングルの選抜メンバーを決めるバトル「496試合を勝ち残れ。ラスアイサバイブ」立ち位置バトル最終章!今夜フロントメンバー7人が決まる! |                                                                                                   |                                              |
| 91(191)  | 2021年11月5日  | 「ラスアイ厨房、二択の食卓」映えまくり!ポークステーキ料理!!                                                                            |                                                                                                   |                                              |
| 92(192)  | 2021年11月12日 | ラストアイドル11枚目シングル新曲「Break a leg!」のヒット祈願でラスアイメンバーが全力で滝行に挑戦!!                                     |                                                                                                   |                                              |
| 93(193)  | 2021年11月19日 | ラストアイドル11枚目シングル新曲「Break a leg!」のヒット祈願 超過酷の滝行完結編!                                                       |                                                                                                   |                                              |
| 94(194)  | 2021年12月3日  | ラストアイドル11枚目シングル新曲「Break a leg!」のヒット祈願 過酷な滝行に挑んだメンバーにご褒美!バーベキューパーティ!                  |                                                                                                   |                                              |
| 95(195)  | 2021年12月10日 | ラストアイドル新曲「Break a leg!」の発売を記念して2021年の活動を総決算!ラスアイに起きた様々なニュースをランキング形式で一気に振り返る! |                                                                                                   |                                              |
| 96(196)  | 2021年12月17日 | 「ラストアイドル2021年忘れSP!」ゴージャスな鍋の具材を賭け、メンバーが年忘れバトル!                                                     |                                                                                                   |                                              |
| 97(197)  | 2021年12月24日 | 「聖なる夜にラスアイ厨房!二択の食卓」お鍋スペシャル!                                                                                   |                                                                                                   |                                              |
| 98(198)  | 2022年1月7日   | 祝2022年!霜降り明星・粗品 生誕スペシャル!                                                                                              |                                                                                                   |                                              |
| 99(199)  | 2022年1月14日  | 「ラスアイ厨房、二択の食卓」馬肉スペシャル!                                                                                            |                                                                                                   |                                              |
| 100(200) | 2022年1月21日  | 「ラスアイ厨房、二択の食卓」もつ鍋スペシャル!                                                                                          |                                                                                                   |                                              |
| 101(201) | 2022年2月4日   | 「ラスアイ厨房、二択の食卓」超特大天丼スペシャル!                                                                                      |                                                                                                   |                                              |
| 102(202) | 2022年2月11日  | 「ラスアイ厨房、二択の食卓」松阪牛スペシャル!                                                                                          |                                                                                                   |                                              |
| 103(203) | 2022年2月18日  | 「ラスアイ厨房、二択の食卓」ラーメンスペシャル!                                                                                        |                                                                                                   |                                              |
| 104(204) | 2022年3月4日   | 「ラスアイ厨房、二択の食卓」アワード!                                                                                                  |                                                                                                   |                                              |
| 105(205) | 2022年3月11日  | 「シングル曲で振り返るラスアイヒストリー」                                                                                             |                                                                                                   |                                              |
| 106(206) | 2022年3月25日  | ラスアイメンバー全員集合!永久保存版「ラストアイドル歌謡祭!」                                                                           |                                                                                                   |                                              |

### ラスアイドール
メンバーがテーマに沿ったなりきりでお題に挑戦し、MCの霜降り明星・せいやが暫定1位、最下位のメンバーを決めた。また視聴者投票も行い、1位のメンバーが翌週の放送で発表された。
視聴者投票が1位だったメンバーを太字表記とする。
| 放送回   | テーマ               | メンバー                | メンバー                | メンバー                | メンバー                  |
| -------- | -------------------- | ----------------------- | ----------------------- | ----------------------- | ------------------------- |
| #1(101)  | メイドカフェ店員     | 安田愛里 （暫定最下位） | 町田穂花                | 間島和奏 （暫定1位）    | 長月翠                    |
| #2(102)  | キャビンアテンダント | 阿部菜々実 （暫定1位）  | 小澤愛実                | 山本愛梨 （暫定最下位） | 奥村優希                  |
| #3(103)  | ナース               | 西村歩乃果 （暫定1位）  | 白石真菜                | 松本ももな              | 畑美紗起                  |
| #4(104)  | くノ一               | 朝日花奈                | 水野舞菜                | 高橋みのり （暫定1位）  | 池松愛理                  |
| #5(105)  | チャイナドレス       | 大森莉緒                | 篠原望                  | 鈴木遥夏 （暫定1位）    | 西村歩乃果 （暫定最下位） |
| #6(106)  | 警察官               | 大場結女 （暫定1位）    | 奥村優希 （暫定最下位） | 間島和奏                | 畑美紗起                  |
| #8(108)  | ミリタリー           | 阿部菜々実              | 水野舞菜 （暫定最下位） | 岡村茉奈                | 長月翠 （暫定1位）        |
| #9(109)  | バスガイド           | 高橋美海 （暫定最下位） | 町田穂花                | 中村守里                | 高橋みのり （暫定1位）    |
| #10(110) | テニスプレイヤー     | 朝日花奈                | 小澤愛実 （暫定1位）    | 山本愛梨 （暫定最下位） | 安田愛里                  |
| #11(111) | サンタクロース       | 篠原望                  | 朝日花奈 （暫定1位）    | 奥村優希                | 畑美紗起                  |
| #12(112) | スポーツ選手         | 高橋美海 （暫定1位）    | 池松愛理                | 白石真菜                | 高橋みのり                |
| #15(115) | 海賊                 | 安田愛里                | 水野舞菜                | 町田穂花                | 奥村優希                  |
| #19(119) | ロリータ             | 長月翠                  | 大場結女                | 松本ももな （暫定1位）  | 山本愛梨                  |
| #20(120) | (総集編)             | なりきり女王ランキング  | なりきり女王ランキング  | なりきり女王ランキング  | なりきり女王ランキング    |

#### なりきり女王ランキング
| 順位 | 名前       | 所属ユニット           | テーマ               |
| ---- | ---------- | ---------------------- | -------------------- |
| 1    | 西村歩乃果 | Love Cocchi            | チャイナドレス       |
| 2    | 間島和奏   | Someday Somewhere      | メイドカフェ店員     |
| 3    | 小澤愛実   | シュークリームロケッツ | テニス選手           |
| 4    | 阿部菜々実 | LaLuce                 | キャビンアテンダント |
| 5    | 池松愛理   | Good Tears             | くノ一               |
| 6    | 中村守里   | Love Cocchi            | バスガイド           |
| 7    | 岡村茉奈   | 2期生アンダー          | ミリタリー           |
| 8    | 篠原望     | 2期生アンダー          | サンタクロース       |
| 9    | 間島和奏   | Someday Somewhere      | 警察官               |
| 10   | 松本ももな | シュークリームロケッツ | ナース               |

## ネット局と放送時間
土曜深夜時代
| 放送対象地域   | 放送局                   | 系列           | 1st・2nd                     | 1st・2nd                      | 1st・2nd   | 3rd・4th                      | 3rd・4th                     | 3rd・4th   |
| 放送対象地域   | 放送局                   | 系列           | 放送期間                     | 放送時間                      | ネット状況 | 放送期間                      | 放送時間                     | ネット状況 |
| -------------- | ------------------------ | -------------- | ---------------------------- | ----------------------------- | ---------- | ----------------------------- | ---------------------------- | ---------- |
| 関東広域圏     | テレビ朝日（EX）         | テレビ朝日系列 | 2017年8月13日 - 2018年4月1日 | 日曜 0:05 - 0:30 （土曜深夜） | 制作局     | 2018年4月15日 - 2019年9月29日 | 日曜 0:10 - 0:35（土曜深夜） | 制作局     |
| 北海道         | 北海道テレビ（HTB）      | テレビ朝日系列 | 2017年8月13日 - 2018年4月1日 | 日曜 0:05 - 0:30 （土曜深夜） | 同時ネット | 2018年4月15日 - 2019年9月29日 | 日曜 0:10 - 0:35（土曜深夜） | 同時ネット |
| 青森県         | 青森朝日放送（ABA）      | テレビ朝日系列 | 2017年8月13日 - 2018年4月1日 | 日曜 0:05 - 0:30 （土曜深夜） | 同時ネット | 2018年4月15日 - 2019年9月29日 | 日曜 0:10 - 0:35（土曜深夜） | 同時ネット |
| 岩手県         | 岩手朝日テレビ（IAT）    | テレビ朝日系列 | 2017年8月13日 - 2018年4月1日 | 日曜 0:05 - 0:30 （土曜深夜） | 同時ネット | 2018年4月15日 - 2019年9月29日 | 日曜 0:10 - 0:35（土曜深夜） | 同時ネット |
| 宮城県         | 東日本放送（KHB）        | テレビ朝日系列 | 2017年8月13日 - 2018年4月1日 | 日曜 0:05 - 0:30 （土曜深夜） | 同時ネット | 2018年4月15日 - 2019年9月29日 | 日曜 0:10 - 0:35（土曜深夜） | 同時ネット |
| 秋田県         | 秋田朝日放送（AAB）      | テレビ朝日系列 | 2017年8月13日 - 2018年4月1日 | 日曜 0:05 - 0:30 （土曜深夜） | 同時ネット | 2018年4月15日 - 2019年9月29日 | 日曜 0:10 - 0:35（土曜深夜） | 同時ネット |
| 山形県         | 山形テレビ（YTS）        | テレビ朝日系列 | 2017年8月13日 - 2018年4月1日 | 日曜 0:05 - 0:30 （土曜深夜） | 同時ネット | 2018年4月15日 - 2019年9月29日 | 日曜 0:10 - 0:35（土曜深夜） | 同時ネット |
| 福島県         | 福島放送（KFB）          | テレビ朝日系列 | 2017年8月13日 - 2018年4月1日 | 日曜 0:05 - 0:30 （土曜深夜） | 同時ネット | 2018年4月15日 - 2019年9月29日 | 日曜 0:10 - 0:35（土曜深夜） | 同時ネット |
| 長野県         | 長野朝日放送（abn）      | テレビ朝日系列 | 2017年8月13日 - 2018年4月1日 | 日曜 0:05 - 0:30 （土曜深夜） | 同時ネット | 2018年4月15日 - 2019年9月29日 | 日曜 0:10 - 0:35（土曜深夜） | 同時ネット |
| 新潟県         | 新潟テレビ21（UX）       | テレビ朝日系列 | 2017年8月13日 - 2018年4月1日 | 日曜 0:05 - 0:30 （土曜深夜） | 同時ネット | 2018年4月15日 - 2019年9月29日 | 日曜 0:10 - 0:35（土曜深夜） | 同時ネット |
| 静岡県         | 静岡朝日テレビ（SATV）   | テレビ朝日系列 | 2017年8月13日 - 2018年4月1日 | 日曜 0:05 - 0:30 （土曜深夜） | 同時ネット | 2018年4月15日 - 2019年9月29日 | 日曜 0:10 - 0:35（土曜深夜） | 同時ネット |
| 石川県         | 北陸朝日放送（HAB）      | テレビ朝日系列 | 2017年8月13日 - 2018年4月1日 | 日曜 0:05 - 0:30 （土曜深夜） | 同時ネット | 2018年4月15日 - 2019年9月29日 | 日曜 0:10 - 0:35（土曜深夜） | 同時ネット |
| 中京広域圏     | メ〜テレ（NBN）          | テレビ朝日系列 | 2017年8月13日 - 2018年4月1日 | 日曜 0:05 - 0:30 （土曜深夜） | 同時ネット | 2018年4月15日 - 2019年9月29日 | 日曜 0:10 - 0:35（土曜深夜） | 同時ネット |
| 広島県         | 広島ホームテレビ（HOME） | テレビ朝日系列 | 2017年8月13日 - 2018年4月1日 | 日曜 0:05 - 0:30 （土曜深夜） | 同時ネット | 2018年4月15日 - 2019年9月29日 | 日曜 0:10 - 0:35（土曜深夜） | 同時ネット |
| 山口県         | 山口朝日放送（yab）      | テレビ朝日系列 | 2017年8月13日 - 2018年4月1日 | 日曜 0:05 - 0:30 （土曜深夜） | 同時ネット | 2018年4月15日 - 2019年9月29日 | 日曜 0:10 - 0:35（土曜深夜） | 同時ネット |
| 香川県・岡山県 | 瀬戸内海放送（KSB）      | テレビ朝日系列 | 2017年8月13日 - 2018年4月1日 | 日曜 0:05 - 0:30 （土曜深夜） | 同時ネット | 2018年4月15日 - 2019年9月29日 | 日曜 0:10 - 0:35（土曜深夜） | 同時ネット |
| 愛媛県         | 愛媛朝日テレビ（eat）    | テレビ朝日系列 | 2017年8月13日 - 2018年4月1日 | 日曜 0:05 - 0:30 （土曜深夜） | 同時ネット | 2018年4月15日 - 2019年9月29日 | 日曜 0:10 - 0:35（土曜深夜） | 同時ネット |
| 福岡県         | 九州朝日放送（KBC）      | テレビ朝日系列 | 2017年8月13日 - 2018年4月1日 | 日曜 0:05 - 0:30 （土曜深夜） | 同時ネット | 2018年4月15日 - 2019年9月29日 | 日曜 0:10 - 0:35（土曜深夜） | 同時ネット |
| 長崎県         | 長崎文化放送（ncc）      | テレビ朝日系列 | 2017年8月13日 - 2018年4月1日 | 日曜 0:05 - 0:30 （土曜深夜） | 同時ネット | 2018年4月15日 - 2019年9月29日 | 日曜 0:10 - 0:35（土曜深夜） | 同時ネット |
| 熊本県         | 熊本朝日放送（KAB）      | テレビ朝日系列 | 2017年8月13日 - 2018年4月1日 | 日曜 0:05 - 0:30 （土曜深夜） | 同時ネット | 2018年4月15日 - 2019年9月29日 | 日曜 0:10 - 0:35（土曜深夜） | 同時ネット |
| 大分県         | 大分朝日放送（OAB）      | テレビ朝日系列 | 2017年8月13日 - 2018年4月1日 | 日曜 0:05 - 0:30 （土曜深夜） | 同時ネット | 2018年4月15日 - 2019年9月29日 | 日曜 0:10 - 0:35（土曜深夜） | 同時ネット |
| 鹿児島県       | 鹿児島放送（KKB）        | テレビ朝日系列 | 2017年8月13日 - 2018年4月1日 | 日曜 0:05 - 0:30 （土曜深夜） | 同時ネット | 2018年4月15日 - 2019年9月29日 | 日曜 0:10 - 0:35（土曜深夜） | 同時ネット |
| 沖縄県         | 琉球朝日放送（QAB）      | テレビ朝日系列 | 2017年8月13日 - 2018年4月1日 | 日曜 0:05 - 0:30 （土曜深夜） | 同時ネット | 2018年4月15日 - 2019年9月29日 | 日曜 0:10 - 0:35（土曜深夜） | 同時ネット |
| 近畿広域圏     | 朝日放送テレビ（ABC TV） | テレビ朝日系列 | 2017年8月13日 - 2018年4月1日 | 日曜 0:35 - 1:00 （土曜深夜） | 30分遅れ   | 2018年4月17日 - 2019年10月1日 | 火曜 1:44 - 2:14（月曜深夜） | 2日遅れ    |

深夜時代(ローカル枠)
※2021年4月現在
| 放送対象地域 | 放送局                | 系列           | 放送期間                      | 放送時間                     | ネット状況 | 備考      |
| ------------ | --------------------- | -------------- | ----------------------------- | ---------------------------- | ---------- | --------- |
| 関東広域圏   | テレビ朝日（EX）      | テレビ朝日系列 | 2019年10月3日 - 2022年3月26日 | 土曜 1:20 - 1:50（金曜深夜） | 制作局     | [ 注 74 ] |
| 山形県       | 山形テレビ（YTS）     | テレビ朝日系列 | 2019年10月20日 - 不明         | 水曜 0:45 - 1:10（火曜深夜） | 遅れネット |           |
| 岩手県       | 岩手朝日テレビ（IAT） | テレビ朝日系列 | 2021年4月6日 - 不明           | 火曜 1:20 - 1:50（月曜深夜） | 遅れネット |           |

過去のネット局
- 長野朝日放送 (abn)(2019年10月17日 - 2020年9月13日)
- 秋田朝日放送 (AAB)(2019年10月24日 - 2021年4月1日）

## スタッフ
- 企画・原案：秋元康
- ナレーション：久保田直子（テレビ朝日アナウンサー）
- 構成：鮫肌文殊
- TM：大槻和也（テレビ朝日）
- CAM：吉武佑祐、青山和広、首藤祥太、掛橋翔太
- 音声：大日方万梨亜（テレビ朝日）
- VE：齋藤弘幸（一時離脱→復帰）、瀬尾将太
- 美術デザイン：森永牧子（テレビ朝日）
- 美術進行：野口香織
- メイク：川口カツラ店
- 編集：田村友里絵、本田純一、高城明宏
- MA：市川健治、須佐文、大形省一、千田庸子
- 音効：大久保吉久、古川恵未（2人→ヴェントゥオノ）
- 宣伝：尾木実愛（テレビ朝日）
- 編成：新谷拓也（テレビ朝日、一時離脱→復帰）
- 美術協力：テレビ朝日クリエイト
- 技術協力：テイクシステムズ、テレテック、TSP、PlPEDOG【毎週】、池田屋（池田屋→一時離脱→復帰）【不定期】
- アシスタントディレクター：天利彰伸、林田彩
- ディレクター：川口達也、板倉雄一、福井玄樹、小野恵太、岡部永寛（岡部→一時離脱→復帰）
- アシスタントプロデューサー：小倉彩子、横田侑子、川本佳乃
- 演出：田中経一（ホームラン製作所）
- プロデューサー：髙橋正輝、植岡耕一（植岡→一時離脱→復帰）、水出和樹（水出→以前は編成）（3人→テレビ朝日）、木島森、佐藤祐亮（2人→電通）、小泉美華（ドラゴンエンタテインメント）
- 協力：Y&N Brothers
- 制作協力：ドラゴンエンタテインメント
- 制作：テレビ朝日
- 制作著作：ラストアイドル製作委員会

### 過去のスタッフ
- ナレーション：小林清志、山口恵、落合福嗣（落合→フォースシーズン）、小松靖（テレビ朝日アナウンサー）
- 構成：樅野太紀、水野守啓
- TM：福元昭彦（テレビ朝日）
- TD：宮内大翼（テレビ朝日）、桝田茂雄（桝田→以前はTC）
- CAM：雨森貴之、高橋広、宮本邦慶、樗木真弥、石黒康一
- 照明：粟屋俊一、高須ちあき、小倉康弘、森口花菜
- VE：柳内満、柳澤満、木村朋宏
- 音声：加藤翠、藤本樹恒、江尻和茂、五十嵐暢之
- PA：宇都宮晋也
- 美術：井磧伸介（テレビ朝日）
- 美術デザイン：近藤千春（テレビ朝日）
- 美術進行：吉居真夏
- 大道具：畠山豊、津賀裕太、久保里志
- 電飾：岡村明子、仁平光一
- モニター：鈴木準司
- 特効：釜田智志
- メイク：川口カツラ店、中田有美、大森梨恵
- CG：南治樹
- 衣装：オサレカンパニー、片瀬美穂
- 振付・ダンス指導：CRE8BOY
- 編集：中西雅照、加藤正朗、阿部芳三、駒井健一郎
- MA：降籏直人、飯塚雄一、中尾和博、妻藤卓也
- TK：池田真梨絵
- リサーチ：田原拓郎、北方克幸
- 編成：池田邦晃、西岡佐知子、小古山拓矢、山下浩司（山下→以前はプロデューサー担当）、馬渕真太郎（テレビ朝日）
- 編成戦略：中世古裕美（テレビ朝日）
- 宣伝：西尾浩太郎（テレビ朝日）
- カラオケ音源協力：第一興商
- 美術協力：/tv asahi create
- 技術協力：イカロス、共立、UlC、東京オフラインセンター、麻布プラザ
- アシスタントディレクター：冨居亮平、牛之濱誠康、小宮山諒、瀧本蓮、横山雅俊、山下岳典、成田創
- ディレクター：渡辺剛、三谷三四郎、井上融、益田洋平、菅原朋子、山中豪、伊藤竜太、藤代賢二、今井勘太、渡辺恭三、田島大輔、河野奈津子、余語風香、渡邊麻子、須田基之、浅田大祐、べんべん、浅香拓哉（浅香→以前はアシスタントディレクター）
- アシスタントプロデューサー：髙越裕之、林茉結子、大野敦子、藤井まり恵
- プロデューサー：甲斐康道、林雄一郎、荒井祥之、松井正樹（テレビ朝日）、大本慎太郎、森雅史、市岡まさひこ（トップシーン）、井上裕次、渡辺紘子、津田裕子（テレバイダー・エンタテインメント）、永谷真実(美)、村岡真也（電通）、纐纈勇人（ドラゴンエンタテイメント）
- 制作協力：トップシーン、エヌエックス、テレバイダー・エンタテインメント